# Flandes
|  | Aquest article tracta sobre una regió autònoma de Bèlgica. Vegeu-ne altres significats a «Flandes (desambiguació)». |

Flandes o tradicionalment en català Flandres (en neerlandès: Vlaanderen  àudio (?·pàg.)), també anomenada regió de Flandes (Vlaams Gewest), és una regió de Bèlgica que comprèn les províncies d'Anvers, de Flandes occidental, de Flandes oriental, del Brabant flamenc i de Limburg. Flandes limita al sud-oest amb França, a l'oest amb el mar del Nord, al nord i a l'est amb els Països Baixos i al sud amb Valònia.

## Geografia
Flandes limita amb els Països Baixos al nord i a l'est; amb la regió francesa de Nord-Pas-de-Calais, a l'oest; amb la regió belga de Valònia, al sud; i amb la regió de Brussel·les-capital, que forma un enclavament.

## Història
Durant la Guerra de les Gàl·lies, Juli Cèsar incorporà aquest territori a la República Romana. Es va veure afectada per les invasions germàniques del segle v. Els germànics que s'assentaren aquí foren els francs ripuaris. Després es va veure sotmesa al poder merovingi, que dividí el territori en comtats. En aquesta època, es crearen abadies benedictines com la de Sant Bertí.

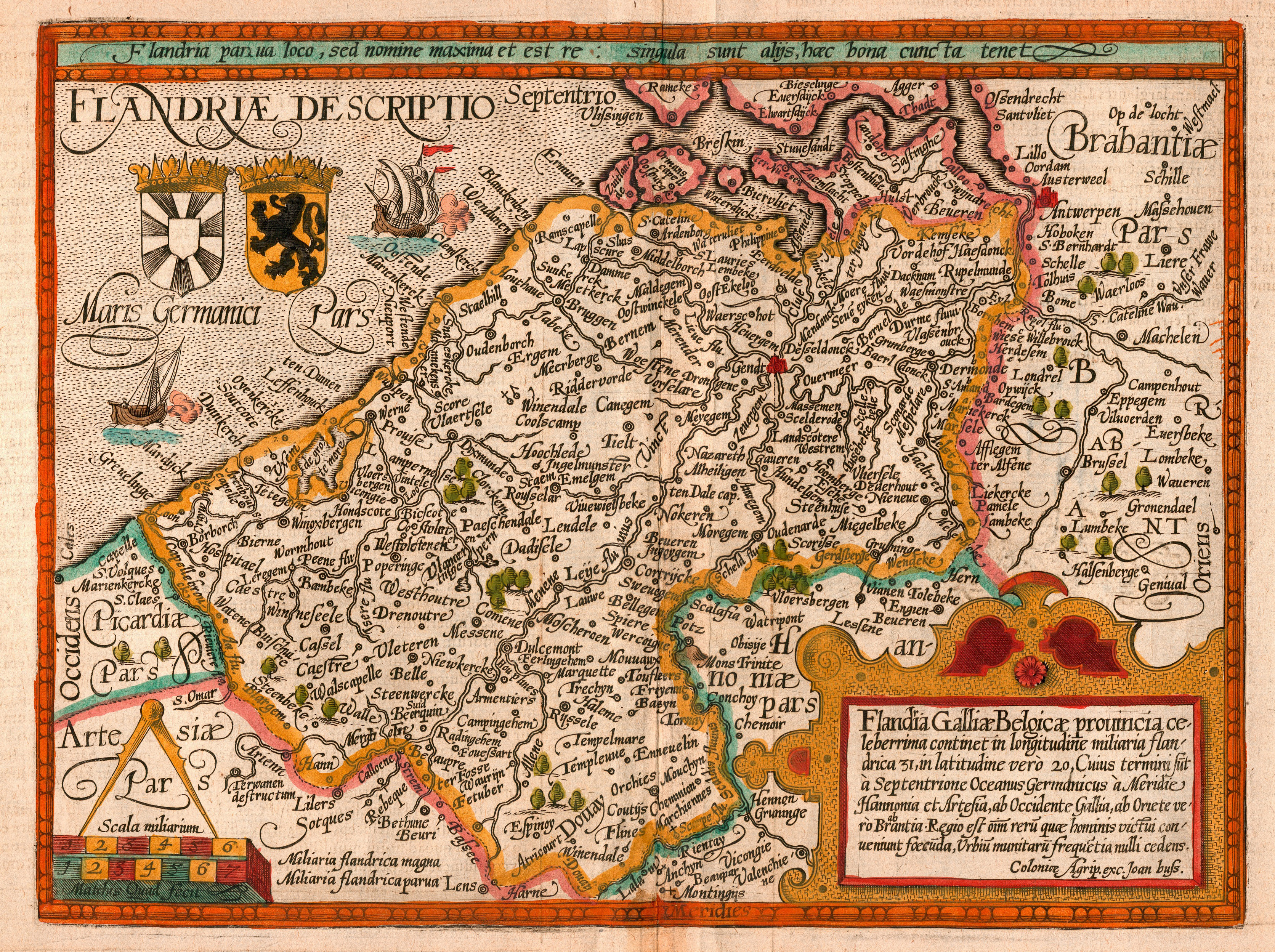
Mapa del comtat de Flandes l'any 1609 per Matthias Quad (cartògraf) i Johannes Bussemacher (gravador i editor, Colònia)

Regnant Balduí II (comte des del 879 fins al 918), es creà el comtat de Flandes, l'any 892. No obstant això, quedà dividit quan els districtes passaren a domini francès en el segle xii. Les restants parts de Flandes van caure l'any 1191 en poder del comtat veí de Hainaut.
Durant la baixa edat mitjana, les ciutats comerciants (especialment Gant, Bruges i Ieper) feren de Flandes una de les regions més urbanitzades d'Europa, teixint llana de les terres veïnes, fabricant teixits tant per a ús domèstic com per a l'exportació. En aquesta època, l'actual territori de Flandes estava dividit en múltiples estats feudals, sent-ne els principals el comtat de Flandes a l'oest, el ducat de Brabant al centre i el comtat de Loon a l'est (que fou incorporat al Principat de Lieja l'any 1367). Aquest territori estava, això no obstant, travessat per la frontera del Sacre Imperi Romanogermànic, quedant el comtat de Flandes com a feu de la corona de França i la resta del Flandes actual integrant el Sacre Imperi.
A partir de 1384 tots aquests territoris, amb la notable excepció del Principat de Lieja, s'anaren integrant als dominis dels ducs de Borgonya (comtat de Flandes 1384, ducat de Brabant 1430), i després l'any 1477 a la dinastia dels Habsburg per finalment, amb Carles I de Castella incorporar-se a l'Imperi espanyol. L'any 1512 formaren una circumscripció pròpia, la Circumscripció de Borgonya. El comtat de Flandes va seguir sent feu francès en els seus territoris occidentals, i un feu del Sacre Imperi Romanogermànic en la part oriental. L'any 1526, Francesc I de França cedí el comtat de Flandes a Carles I pel tractat de Madrid, ratificant aquesta cessió l'any 1529 amb la pau de les Dames.

### Flandes als Països Baixos

#### La Reforma
Les 95 tesis de Luter, publicades el 1517, van tenir un profund efecte als Països Baixos. Entre els rics comerciants d'Anvers, les creences luteranes dels comerciants hanseàtics alemanys van trobar atractiu, potser en part a causa de raons econòmiques. La difusió del protestantisme en aquesta ciutat es va veure ajudada per la presència d'un claustre agustinià (fundat el 1514) al barri de St. Andries. Luter, ell mateix era un agustinià, havia ensenyat a alguns dels monjos, i les seves obres estaven impreses ja el 1518. Carles V va ordenar que es tanqués aquest claustre al voltant de l'any 1525. Els primers màrtirs luterans van ser d'Anvers. La Reforma va donar com a resultat en ones consecutives de reforma que se superposaven: una luterana, seguida per una militant anabaptista, després una mennonita i finalment el moviment calvinista. Aquests moviments van existir cadascun amb independència de la resta.
La pragmàtica Sanció de 1549, emesa per Carles V, va establir els Països Baixos com les Disset Províncies (o Països Baixos espanyols en el seu sentit més ampli) com una entitat separada del Sacre Imperi Romanogermànic i de França. El cisma entre les províncies septentrionals calvinistes i les meridionals catòliques va donar com a resultat la unió d'Arràs i la unió d'Utrecht, respectivament.

#### Beeldenstorm

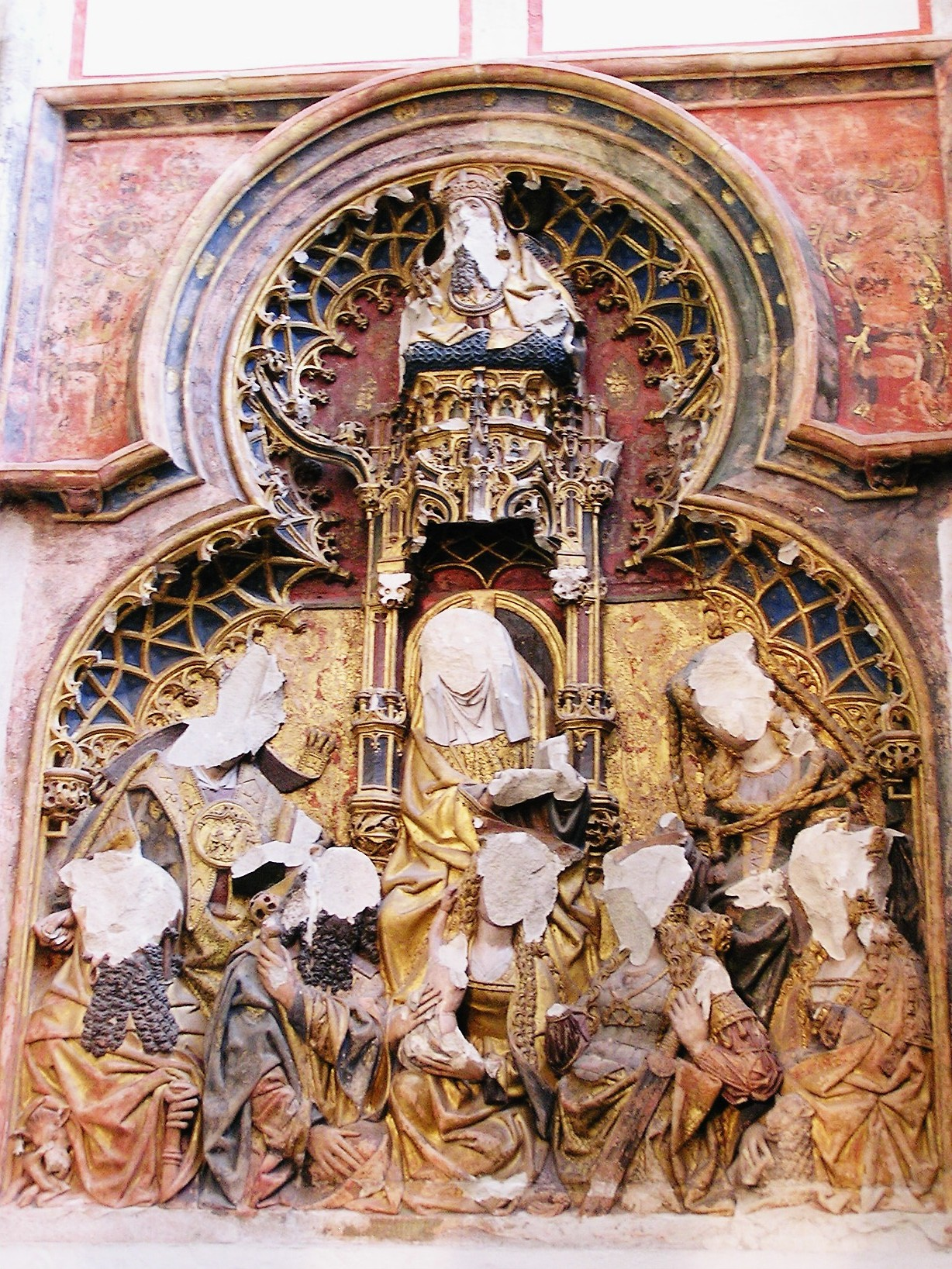
Estàtues en relleu de la catedral de Sant Martí d'Utrecht, atacades durant la iconoclàstia reformista del segle XVI

Un tret distintiu de la Reforma va ser la creença que una excessiva celebració dels sants i les seves imatges s'havia convertit en idolatria. Els esforços per acabar amb aquesta van portar a la iconoclàstia de 1566 (la Beeldenstorm) i va comportar la demolició d'estàtues i pintures que representaven els sants. Això es relacionava amb la guerra de religió que s'estava desenvolupant entre catòlics i protestants, especialment els anabaptistes. El Beeldenstorm va començar en el que actualment és el districte de Dunkerque en el Flandes francès, amb sermons a l'aire lliure (en neerlandès, hagepreken). El primer va tenir lloc en el Cloostervelt prop de Hondschoote. El primer gran sermó es va celebrar prop de Boeschepe el 12 de juliol de 1562. Aquests sermons a l'aire lliure, en la seva majoria de signe anabaptista o mennonita, es van difondre per tot el país. El 10 d'agost de 1566, al final de la peregrinació entre Hondschoote i Steenvoorde, la capella del Sint-Laurensklooster (monestir de Sant Llorenç) va ser desfigurada pels protestants. La iconoclàstia va donar com a resultat no sols la destrucció de l'art catòlic, sinó també la vida de molts sacerdots. Després es va estendre a Anvers, i el 22 d'agost, a Gant. Es va atacar una catedral, vuit esglésies, vint-i-cinc claustres, deu hospitals i set capelles. Des d'allí, es va estendre encara més a l'est i al nord, però en total no va durar més d'un mes.
El fill de Carles, el rei Felip II de Castella, un devot catòlic i autoproclamat protector de la Contrareforma, que era també el duc, comte o senyor de cadascuna de les Disset Províncies, va reprimir el calvinisme a Flandes, Brabant i Holanda. El que avui es correspon aproximadament amb el Limburg belga era part del bisbat de Lieja i era catòlic de facto. Part del que avui és el Limburg neerlandès recolzava la unió d'Arràs, però no la va signar.

#### La Guerra dels Vuitanta Anys
El 1568 les Disset Províncies que van signar la unió d'Utrecht van començar una revolta contra Felip II: la Guerra dels Vuitanta Anys. Les tropes espanyoles ràpidament van començar a combatre els rebels, però abans que la revolta pogués ser totalment derrotada, havia esclatat la guerra entre Anglaterra i l'Imperi Espanyol, forçant a les tropes espanyoles de Felip a detenir el seu avanç. Mentrestant, els exèrcits espanyols ja havien conquerit les importants ciutats comercials de Bruges i Gant. Anvers, que era un dels ports més importants del moment, també havia de ser reconquerida. El 17 d'agost de 1585, va caure Anvers. A partir de 1568 i fins al 1648 es va desenvolupar la Guerra dels Vuitanta Anys entre el que a partir de 1585 eren els Països Baixos dels Habsburg del sud i les Províncies Unides del nord.
L'any 1581, les Províncies Unides del nord proclamen la seva independència i només els Països Baixos meridionals resten sota dominació espanyola. L'any 1677, després de la Batalla de Cassel a Noordpeene, la regió més occidental de Flandes (Cassel, Bailleul i Ieper) són annexionades al Regne de França l'any 1678 pel tractat de Nimega. Els Països Baixos del sud continuen sota dominació espanyola fins a l'any 1713, i pel tractat d'Utrecht, són annexionats a l'Imperi austríac.

#### Els Països Baixos meridionals
Els districtes occidentals de Flandes van passar finalment a França després de diferents tractats de 1659 (Artois), 1668, i 1678. Així, la regió de Dunkerque va passar a formar part de França des de 1662 i la de Lilla el 1668. El tractat d'Utrecht (1713) va deixar la resta de Flandes als Habsburg d'Àustria.
Durant la Revolució francesa, les tropes republicanes van envair aquest Flandes austríac. En el congrés de Viena (1814), Flandes va ser declarat com a província dels Països Baixos. L'any 1792 els Països Baixos austríacs i el Principat de Lieja foren envaïts per França i reconquerits a l'any següent, al 1793, per Timoteu. L'any 1794 França els tornà a envair i se'ls annexionà l'any 1795. L'any 1815, després del congrés de Viena, amb la creació del Regne Unit dels Països Baixos s'hi incorpora la major part de l'actual territori de Flandes. Pocs anys més tard, al 1830 esclata la Revolució belga que acabà amb el tractat de Londres de 1839 i la separació definitiva de Flandes i els Països Baixos.

### Regne de Bèlgica
El 1830 es va crear el Regne de Bèlgica, i Flandes va ser una de les províncies que el va formar. Aquest territori es va veure afectat tant per la Primera Guerra Mundial com per la Segona Guerra Mundial. Flandes, com el conjunt de Bèlgica, va ser testimoni de part de les grans pèrdues humanes del Front occidental en la Primera Guerra mundial, en particular per les tres batalles d'Ypres. A causa dels centenars de milers de baixes a Ypres, les roselles que van brollar després en el camp de batalla, més tard immortalitzades en el poema canadenc «In Flanders Fields», escrit per John McCrae, s'han convertit en un símbol de les vides perdudes en la guerra. Durant el període d'entreguerres i la Segona Guerra mundial, van sorgir a Bèlgica diversos partits nacionalistes i d'extrema dreta, i d'aquests els flamencs es nodrien del sentiment de discriminació que patien per part dels valons. El govern alemany va prometre als flamencs més drets, per la qual cosa alguns d'aquests van col·laborar amb el règim nazi.
Després de la guerra, els col·laboracionistes (o gent que era Zwart, 'Negra' durant la guerra) van ser perseguits i castigats. I entre ells hi havia molts nacionalistes flamencs: el seu principal objectiu era obtenir més drets per Flandes. Com a resultat d'això, fins a l'actualitat el nacionalisme flamenc se sol associar a la dreta política i a les ideologies feixistes. Particularment des de la Segona Guerra Mundial, Flandes ha sofert una espectacular transformació: ha passat de ser una regió agrícola en el segle xix i començaments del segle xx, a una regió que va créixer i va prosperar amb una gran fortalesa econòmica. L'educació, un pròsper clima social i una gran productivitat van ser els factors crucials en aquesta evolució.
La història de Flandes des de l'establiment de Bèlgica el 1830 fins a poc abans de la Segona Guerra Mundial ha estat dominada per la lluita dels flamencs per obtenir igualtat de drets que els seus conciutadans francòfons, lluita necessària a causa de les discriminacions lingüístiques que patiren dins un estat pensat originàriament pels francòfons flamencs i valons.
Per a la història de l'evolució de l'estat belga unitari de 1830 a l'estat federal d'avui amb tres autonomies (Flandes, Valònia i Brussel·les-capital), vegeu història de Bèlgica. La regió flamenca no es correspon gaire al comtat de Flandes de l'edat mitjana, que incloïa territoris actualment a França (Flandes francès) i als Països Baixos (Flandes zelandès). A més, la regió flamenca incorpora els territoris de parla neerlandesa de l'antic ducat de Brabant i les bones viles de parla neerlandesa del Principat de Lieja.

## Institucions i política
Flandes té les seves pròpies institucions, amb seu a Brussel·les, representades pel Parlament Flamenc, un govern i els ministeris.
El seu primer ministre és Jan Jambon del partit nacionalista i conservador N-VA, que governa juntament amb el partit democristià CD&V i els liberals Vlaamse Liberalen en Democraten. Altres partits amb representació parlamentària són el partit nacionalista i identitari Vlaams Belang, el socialdemòcrates de Vooruit, els ecologistes Groen! i la Union des Francophones.
La ciutat de Brussel·les combina la seva condició de seu de la Comissió Europea i altres institucions de la Unió Europea (UE), així com altres organismes internacionals; a més, té un caràcter cosmopolita i alhora tradicional. Importants llocs en són: la Grote Markt, una de les places més belles del món; l'Ajuntament, d'estil gòtic flamíger; la casa del Rei i els 39 edificis gremials, amb les seves belles façanes barroques; el Museu Nacional del Còmic; el Manneken Pis; el barri Reial; la catedral de Sant Miquel i Santa Gúdula; el Sablon; el parc del Cinquantenari; l'Atomium, etc.

## Divisió administrativa

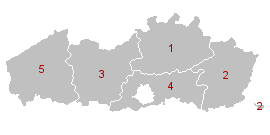
Províncies de Flandes.

La regió de Flandes comprèn 5 províncies:
1. Anvers
2. Limburg
3. Flandes oriental
4. Brabant flamenc
5. Flandes occidental

## Ciutats principals
Bruges (Brugge): és una ciutat amb obres arquitectòniques notables, i en són alguns pols d'atracció turística els canals medievals, la plaça major, l'ajuntament del segle xiv, el palau del Brugse vrije, la catedral de Sant Salvador, la basílica de la Santa Sang i el Beateri.
Anvers (Antwerpen): a la vora del riu Escalda, és la ciutat natal de pintors com Rubens o Van Dyck. També coneguda pel seu treball amb els diamants. Algunes de les possibilitats més destacades per visitar són: la plaça Major, l'Ajuntament, la seva catedral gòtica, la casa de Rubens, el Museu PlantinMoretus, el Museu de Belles Arts i el Museu Provincial del Diamant.

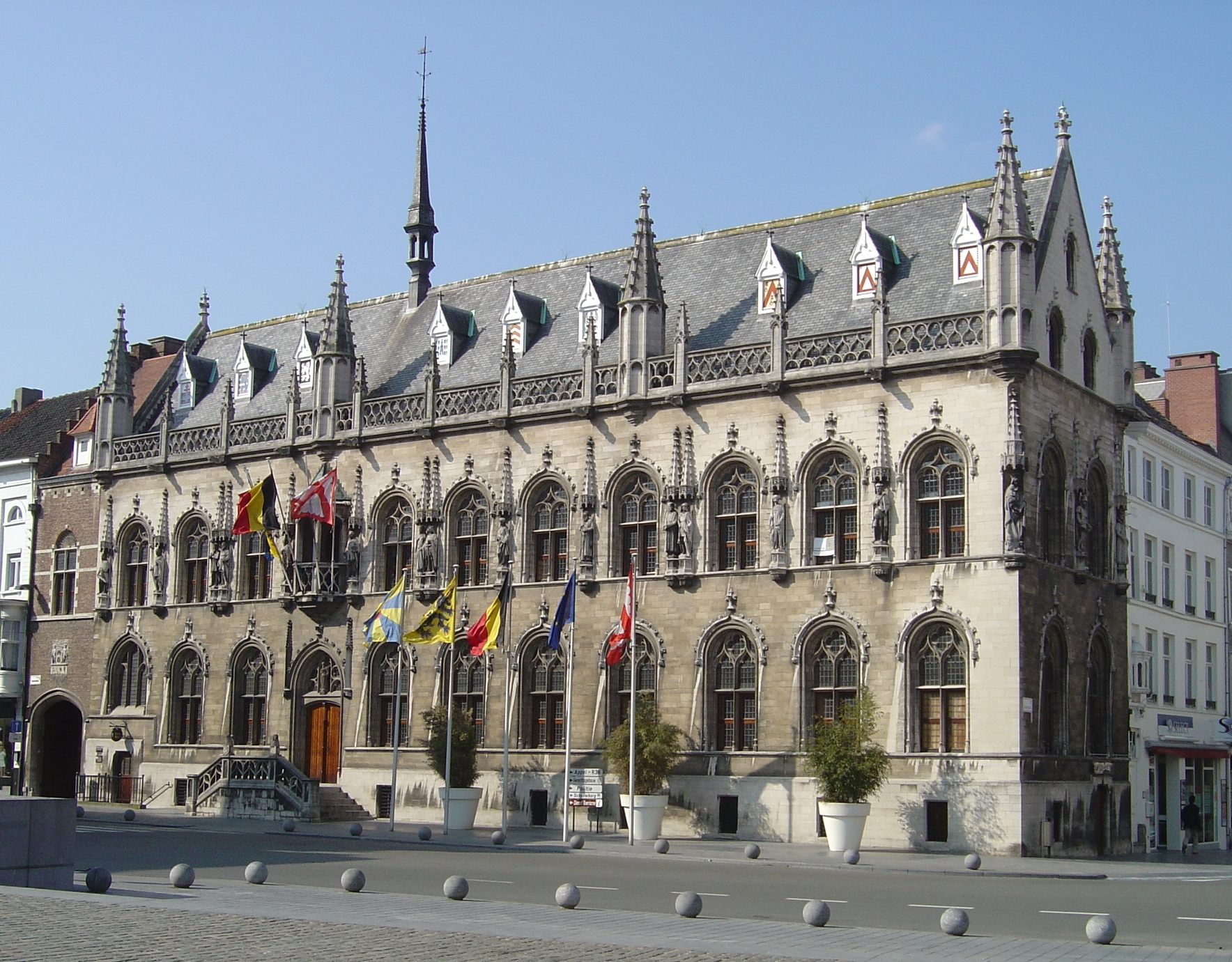
Ajuntament de Cortrique

Gant (Gent): establerta a l'encreuament dels rius Lys i Escalda. Geogràficament situada a escassos 30 minuts d'altres ciutats com Bruges, Anvers i Brussel·les. Conté molts punts d'interès com el castell dels Comtes, el moll dels Herboristes i el del Blat, el barri de Patershol i la catedral de Sant Bavó.
Cortrique (Kortrijk): la ciutat de Cortrique (o Courtrai) se situa a la zona del Flandes occidental amb una situació privilegiada, entre Bruges, Gant i Lille. És una preciosa i històrica població d'aspecte medieval, a la vora del riu Leie. La vida de Courtrai ha estat sempre íntimament lligada al seu riu, ja que aquest alimenta amb les seves aigües les fàbriques de teixits de lli, en els quals es realitzen els famosos draps de Flandes.
Lovaina (Leuven): és la ciutat universitària de Flandes per excel·lència. La seva universitat va ser fundada el 1425. Lovaina també és coneguda pel seu Grote Markt o plaça Major, l'església de Sant Pere, l'imponent Ajuntament, el Saló dels Teixits (De Lakenhallen), el Col·legi Van Dale, l'església de Sant Miquel i el Gran Beateri.
Malinas (Mechelen): ciutat molt important a conseqüència de diferents condicions històriques com ser la capital dels Països Baixos (durant el període dels ducs de Borgonya), centre neuràlgic del poder clerical i ciutat en la qual l'emperador Carles V va viure un llarg període. Per tot això i molt més, Malinas té la preciosa catedral de Sant Romuald, l'església de Sant Joan i la de Sant Pere i Sant Pau. També presenta gran interès cultural l'Escola de Carillons i els tallers de restauració de tapissos.

## El nacionalisme flamenc

El moviment flamenc empra una variant de la bandera de Flandes, on el lleó té la llengua i les urpes negres en comptes de vermelles

El moviment flamenc (en neerlandès: Vlaamse Beweging) és un terme popular emprat per a descriure el moviment que busca una major autonomia per a la baixa regió de Flandes, per a la protecció de la llengua flamenca a Flandes i la protecció de la seva cultura.
El pol més extrem d'aquest moviment està dominat per organitzacions d'ultradreta com el Vlaams Belang (el segon partit en vots al parlament flamenc en les últimes eleccions parlamentàries), Voorpost, Nationalistische Studentenvereniging (Unió d'Estudiants Nacionalistes), i molts altres. L'organització més radical d'esquerres és una organització amb base a Brussel·les, d'inspiració marxista i independentista flamenca, Meervoud. També hi ha molts partits moderats.

## Economia
Flandes concentra la major part de la riquesa nacional de Bèlgica. L'actual economia flamenca està basada principalment en les exportacions. Flandes té la major taxa d'exportació per capita del món. És una zona que destaca tant en l'àmbit industrial com en el comercial; i que són famosos pels seus formatges, per la cervesa i per la seva pintura.

## Cultura i societat
Flandes té el 57,9% de la població total de Bèlgica. En aquesta regió es parla neerlandès, denominat també flamenc, que coneix i empra fins a un 70% de la població belga.
Els grans mestres de la pintura Van Eyck, Brueghel, Rubens i Van Dyck, entre d'altres, van néixer i van dur a terme els seus treballs a Flandes. Va existir una autèntica escola flamenca de pintura de fama i abast internacionals.
A la primavera s'hi disputa una emblemàtica prova ciclista anomenada el tour de Flandes, considerada com un dels cinc monuments del ciclisme.

## L'art barroc
Enfront d'Holanda, al segle xvii Flandes segueix romanent sota la influència catòlica d'Espanya.
En arquitectura el gòtic donarà pas al barroc, a causa de l'escàs desenvolupament del Renaixement. Es construiran un gran nombre de convents i abadies barroques, dels nombrosos ordes religiosos que allí es van instal·lar, amb estructures sumptuoses, que recullen els ressons de les construccions reials.
Però, com en èpoques anteriors, la manifestació artística més destacada i rica és la pictòrica, que enllaça amb la pintura flamenca tradicional i que mostra un desenvolupament paral·lel a la pintura neerlandesa, incloent-hi els nous gèneres que s'hi desenvolupen.
Es mantindrà la preocupació per l'art italià, i la constant relació sobretot amb pintors venecians. La figura més destacada, i un dels genis de la pintura universal de totes les èpoques, és Rubens, l'obra del qual tindrà una gran importància transcendental a la resta d'Europa. Al costat d'ell, treballen pintors d'una gran qualitat com Jacob Jordaens, David Teniers el Jove i Anton van Dyck.

## Literatura
La literatura flamenca és la literatura feta en llengua neerlandesa, als territoris de parla neerlandesa dels Països Baixos del sud i del Westhoek, actualment a la regió de Flandes (Bèlgica) i a França.

## Galeria

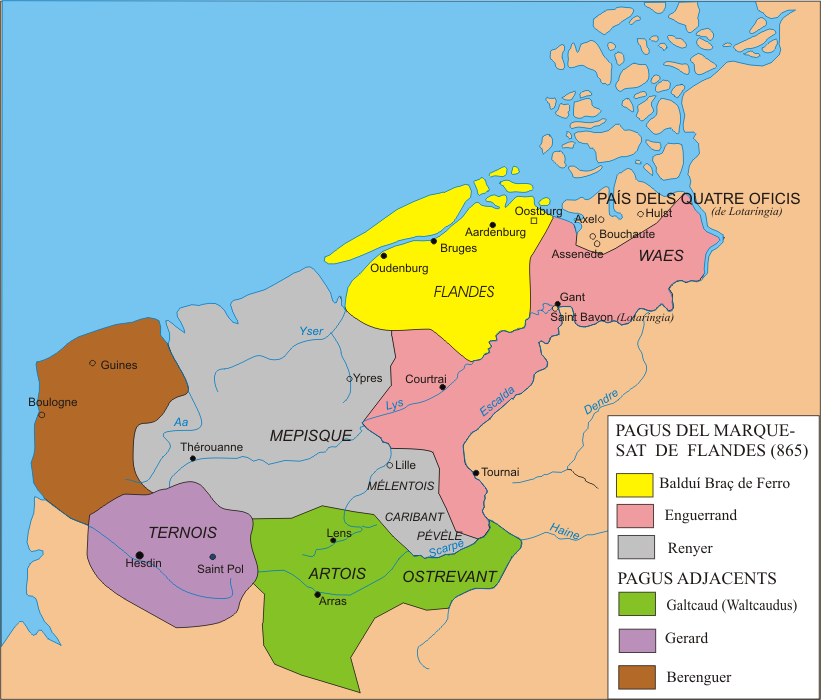
Flandes al segle ix
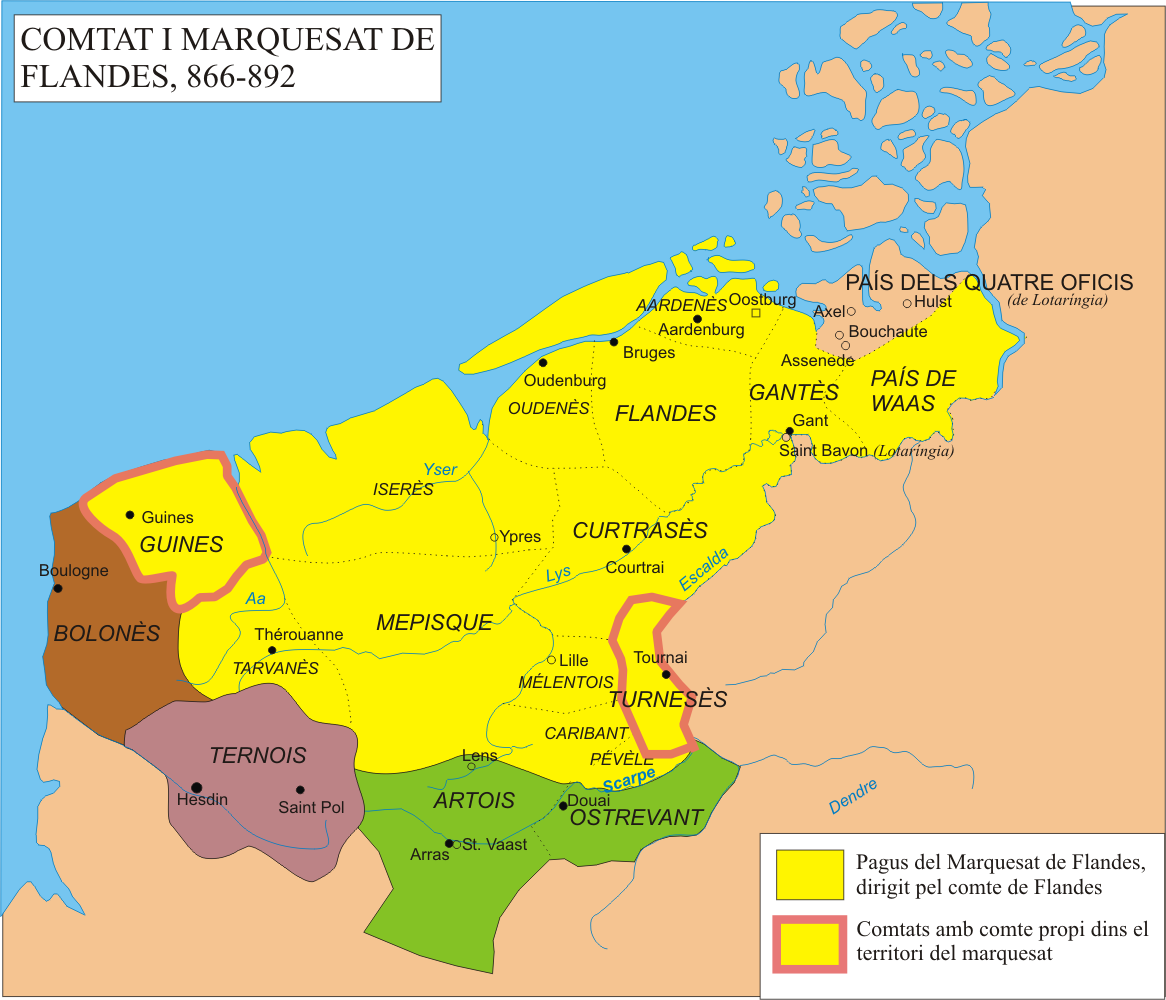
Marca de Flandes 866-892
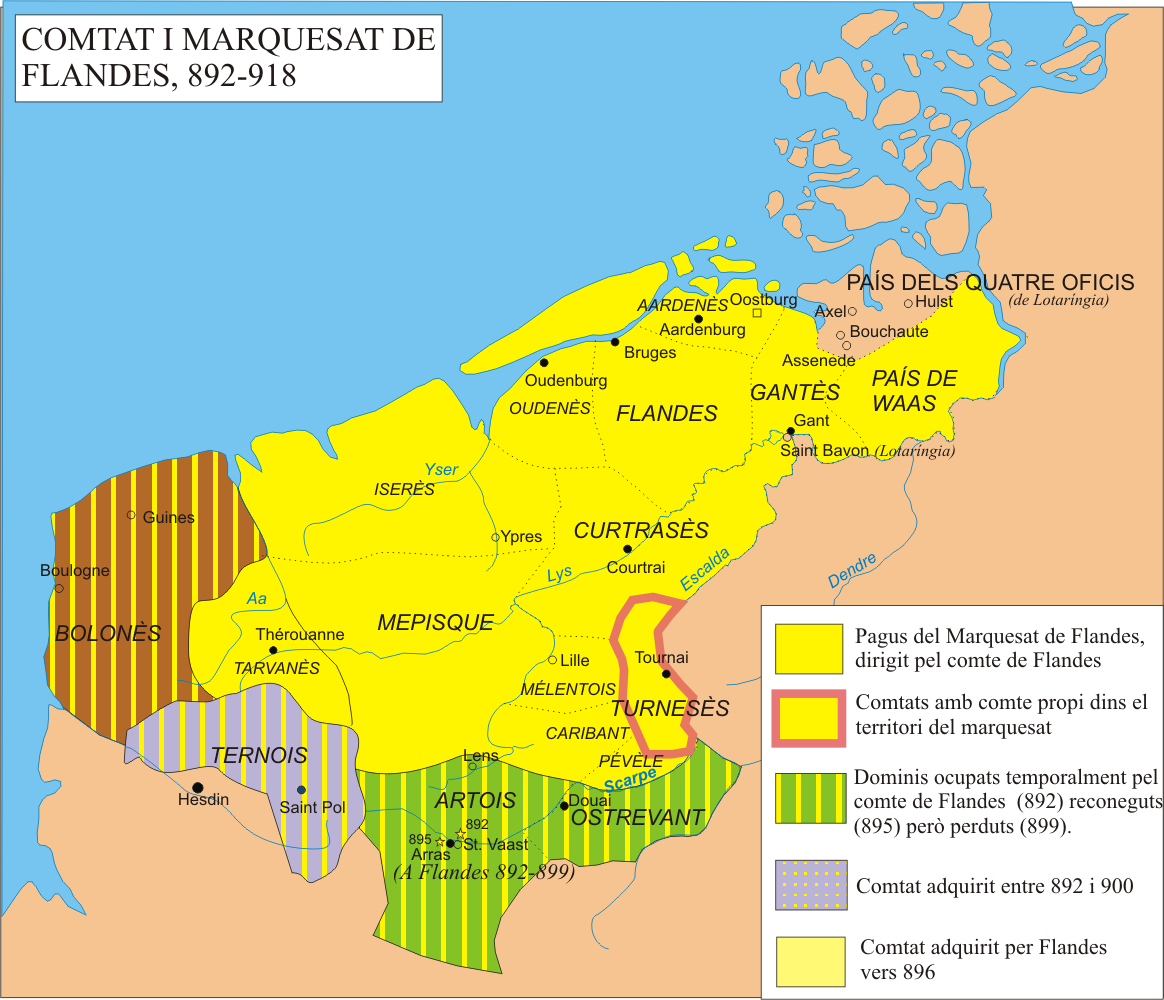
Marca de Flandes 892-918
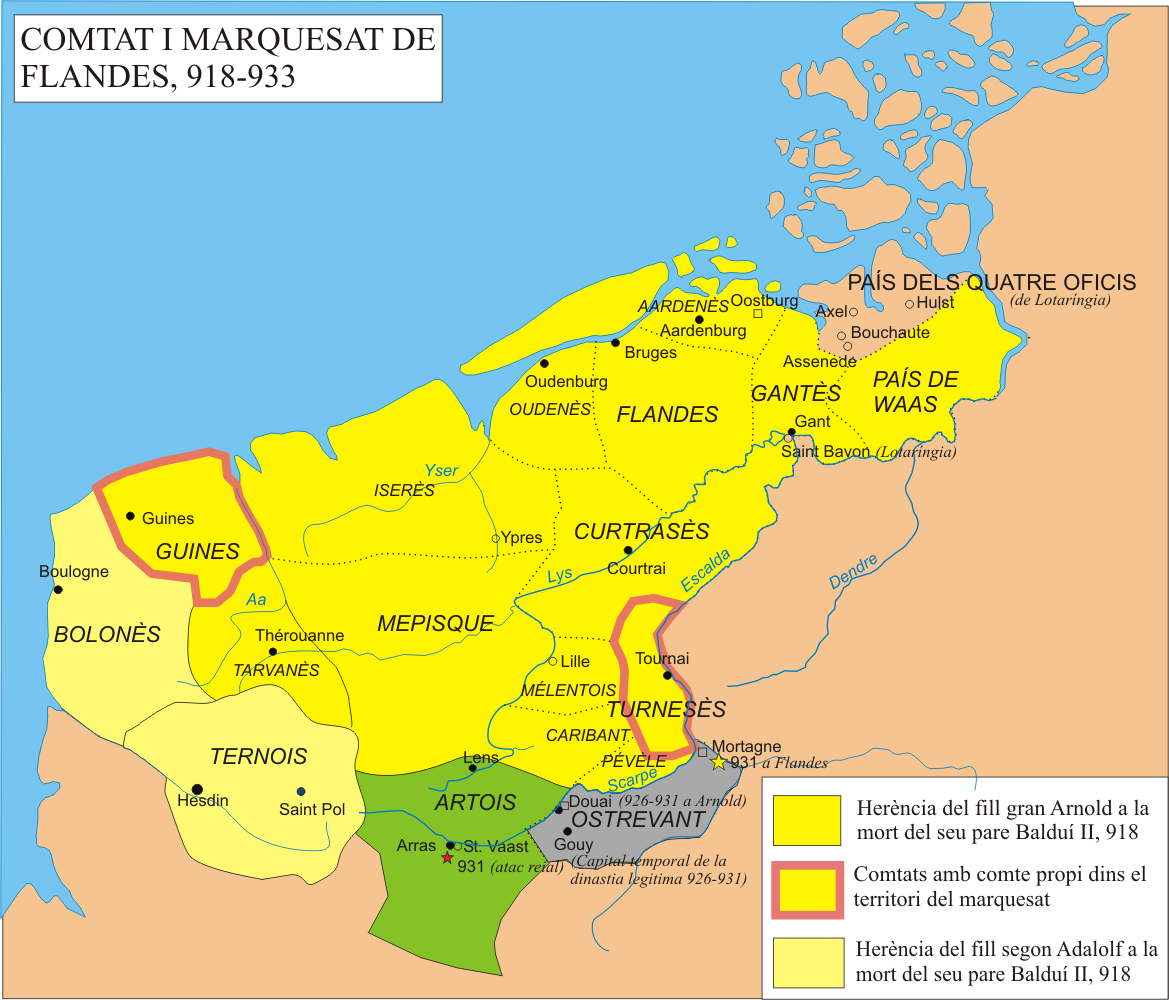
Marca de Flandes 918-933
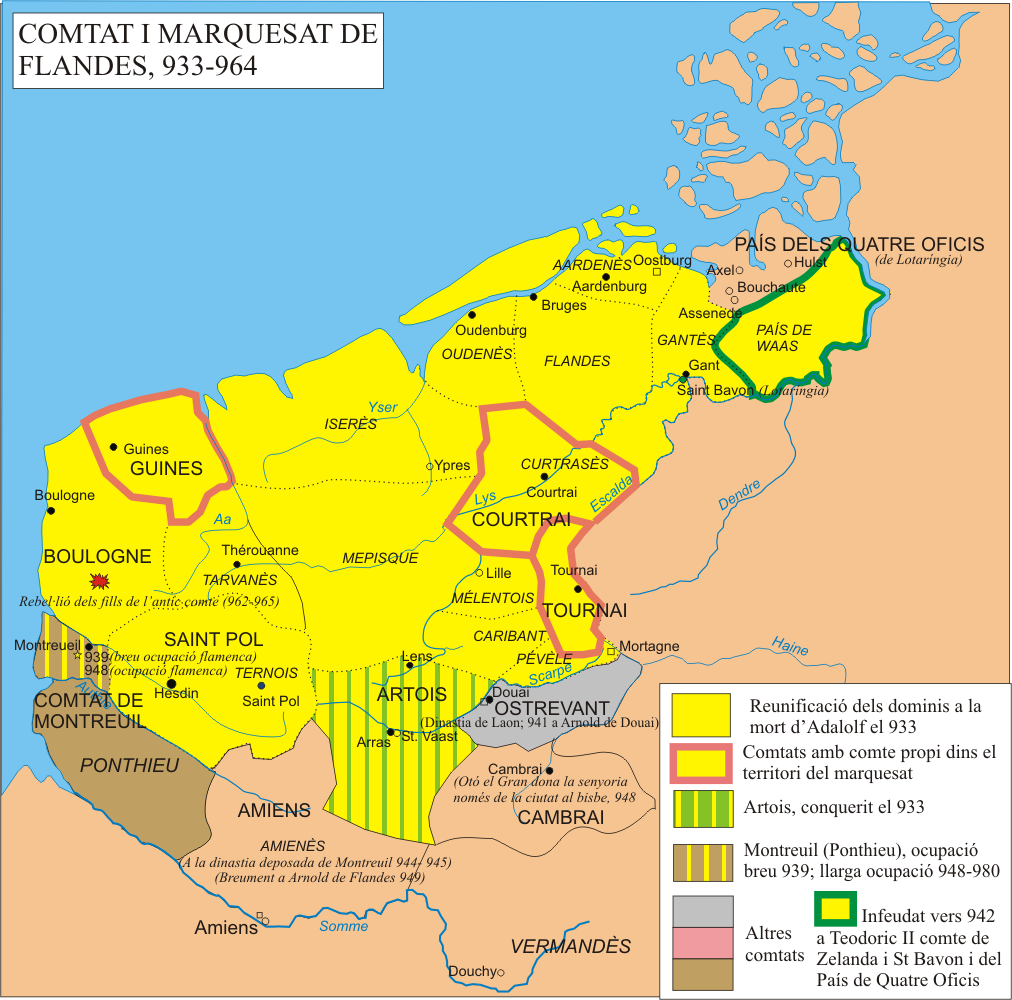
Marca de Flandes 933-964
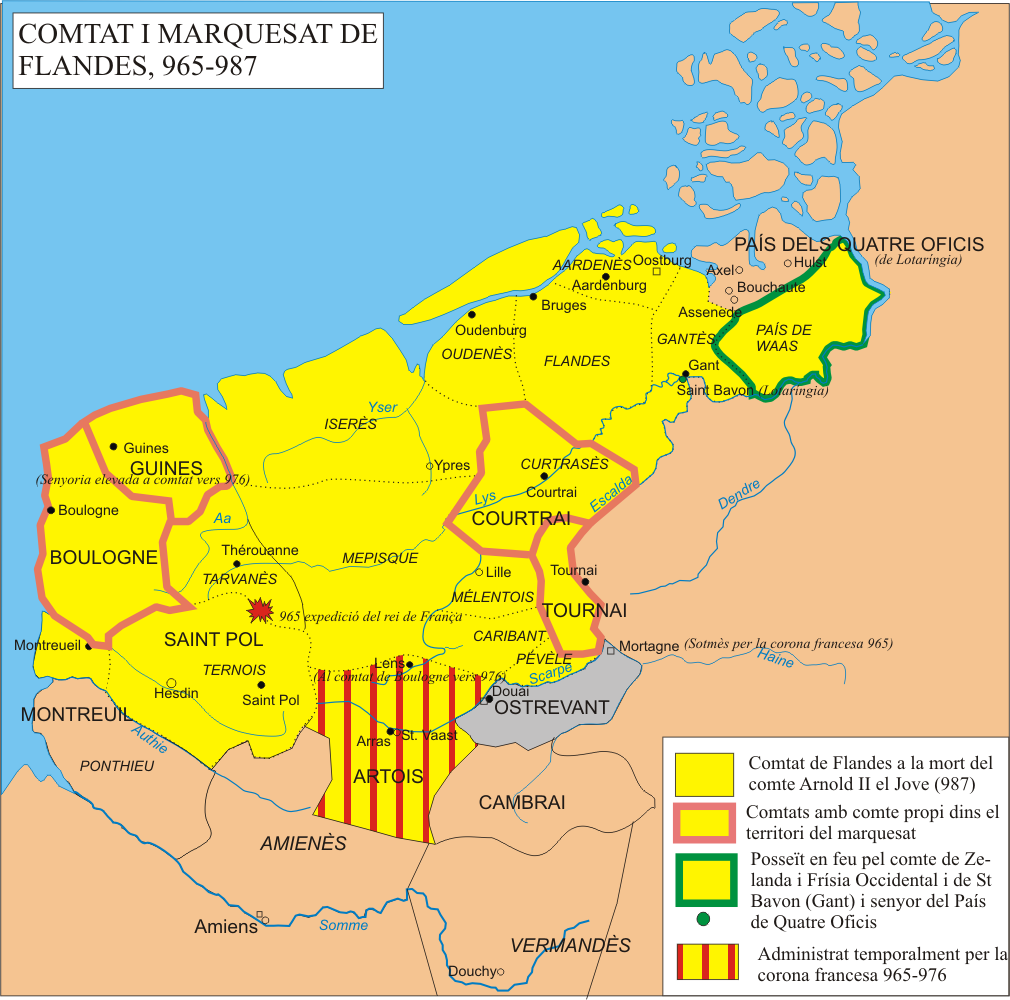
Marca de Flandes 964-965
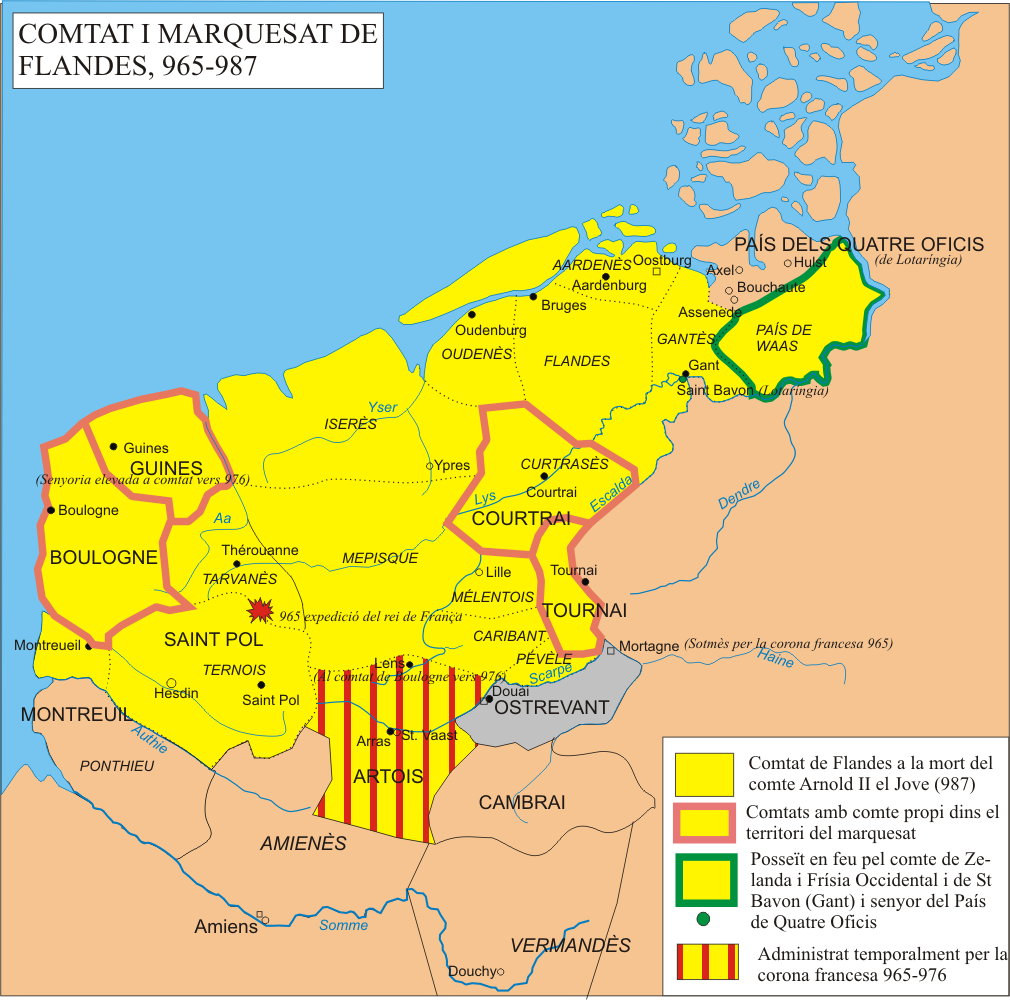
Marca de Flandes 965-987
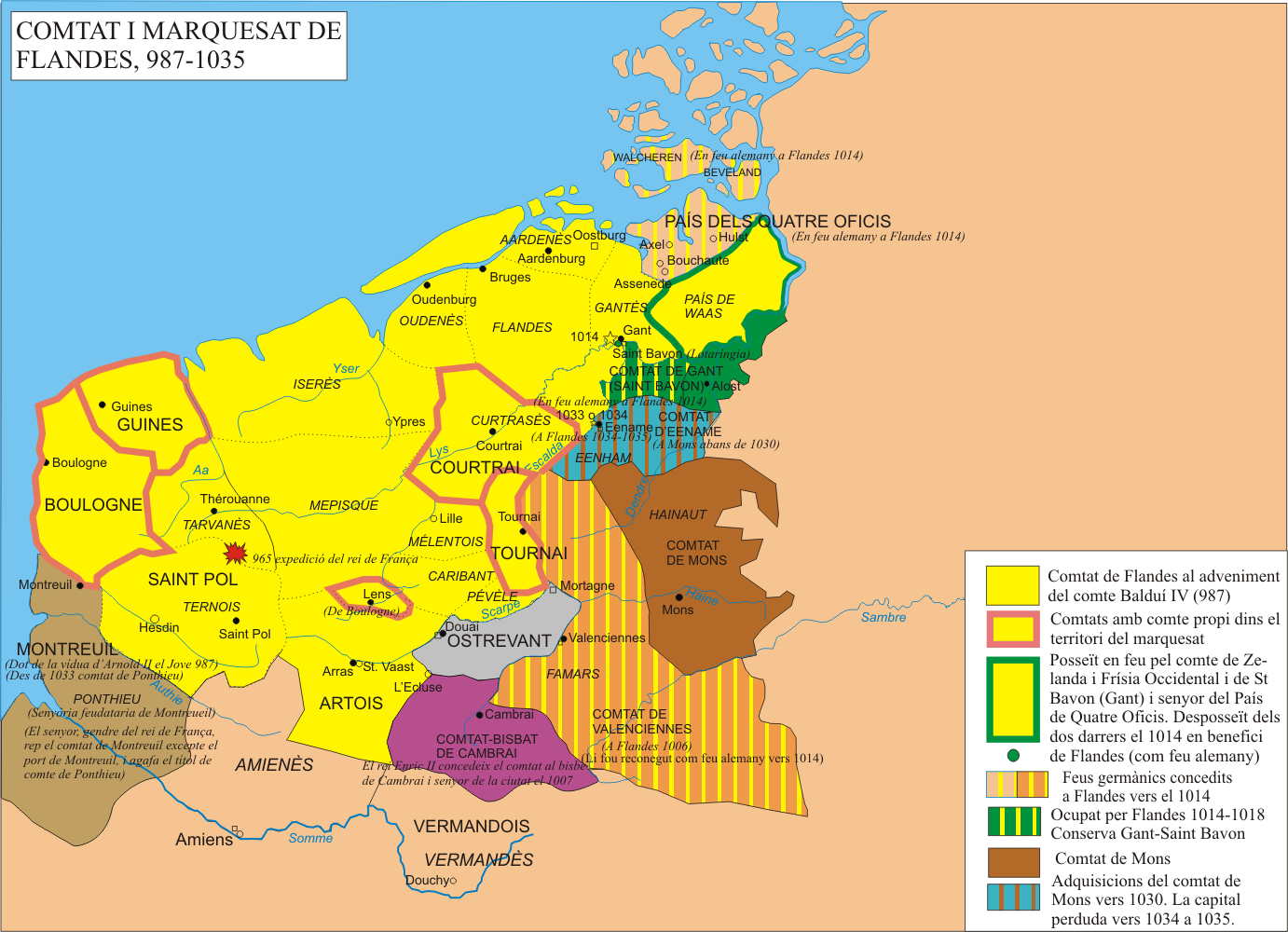
Marca de Flandes 987-1035
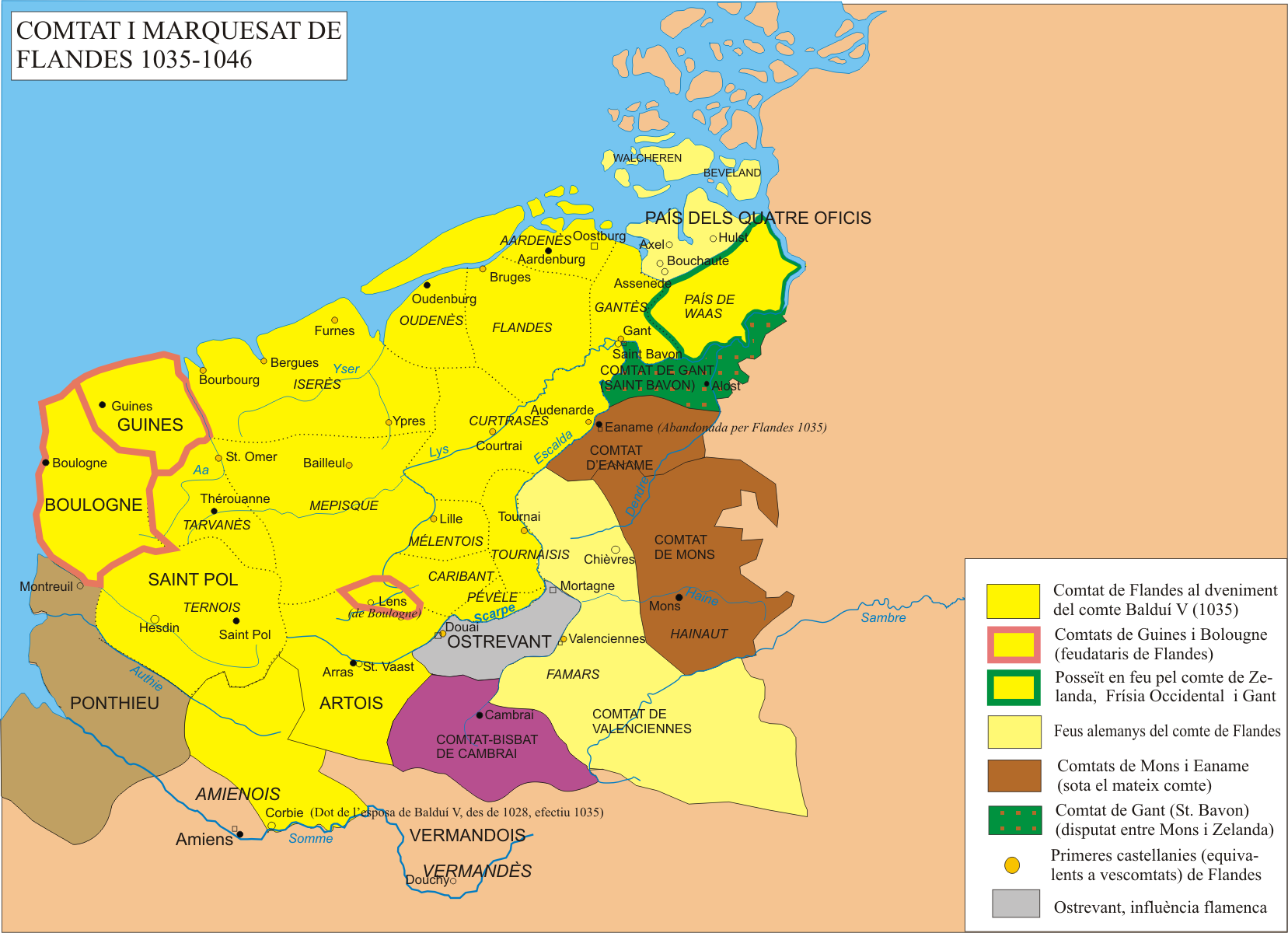
Marca de Flandes 1035-1046
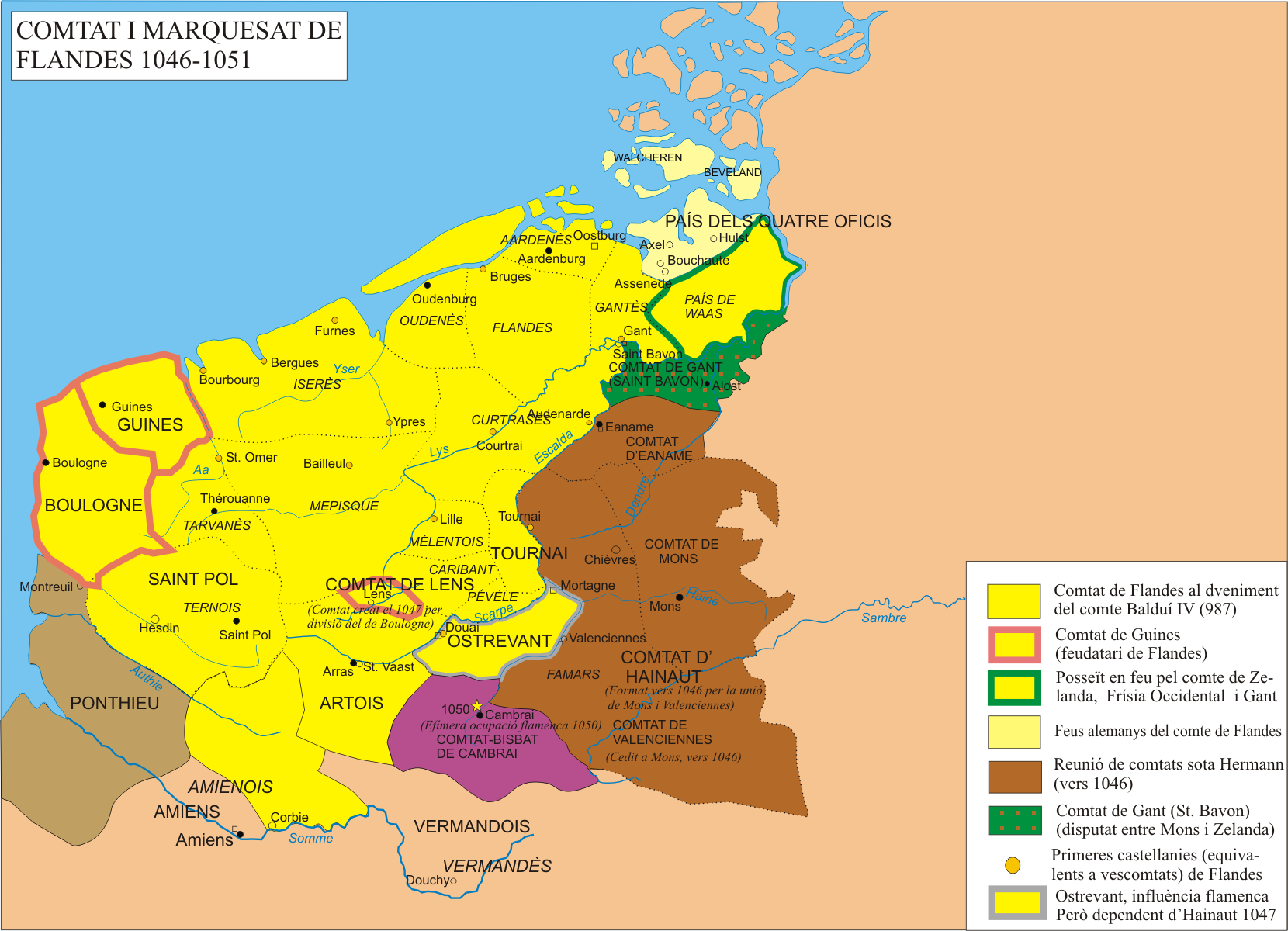
Marca de Flandes 1046-1053
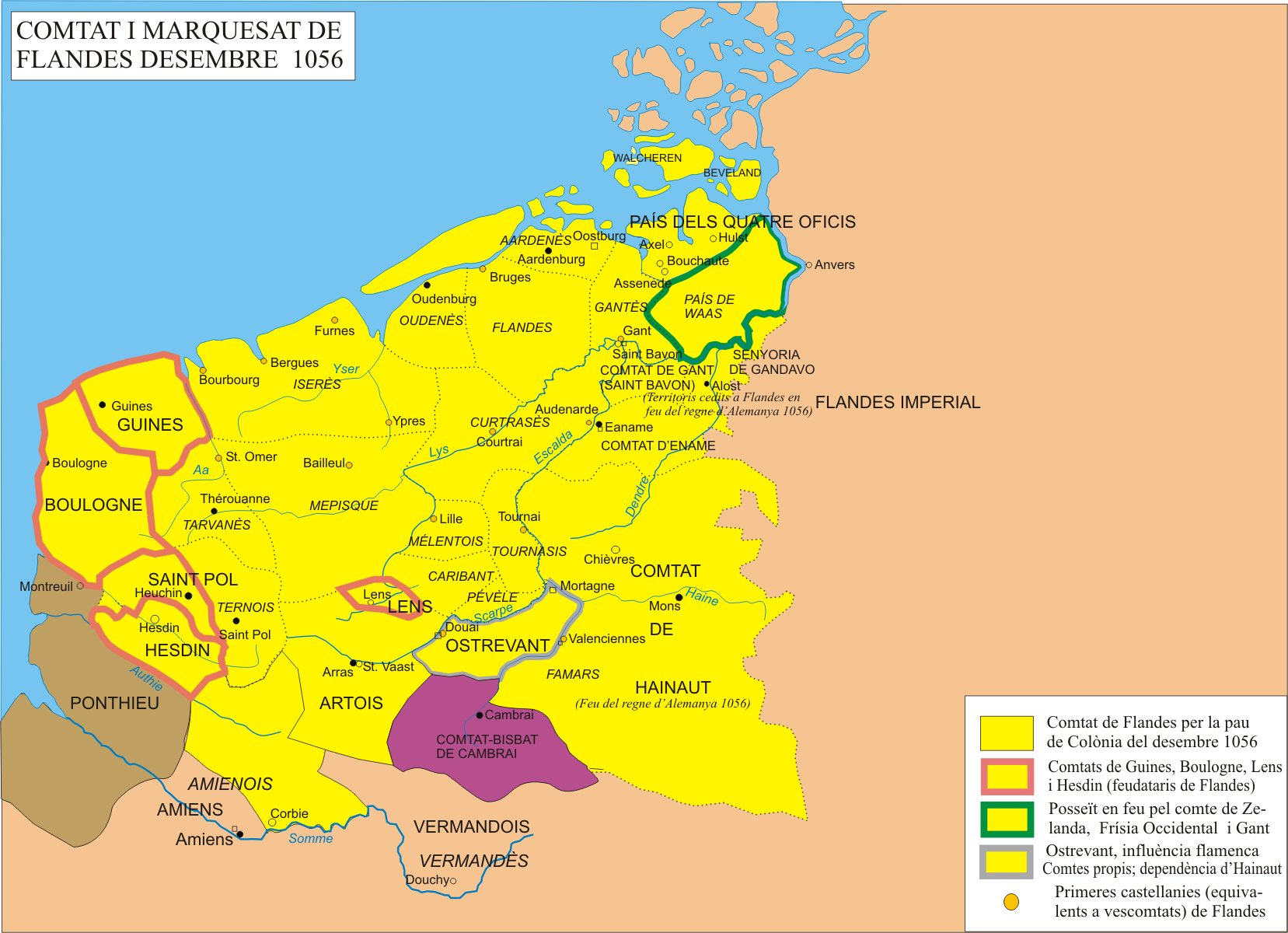
Marca de Flandes 1056
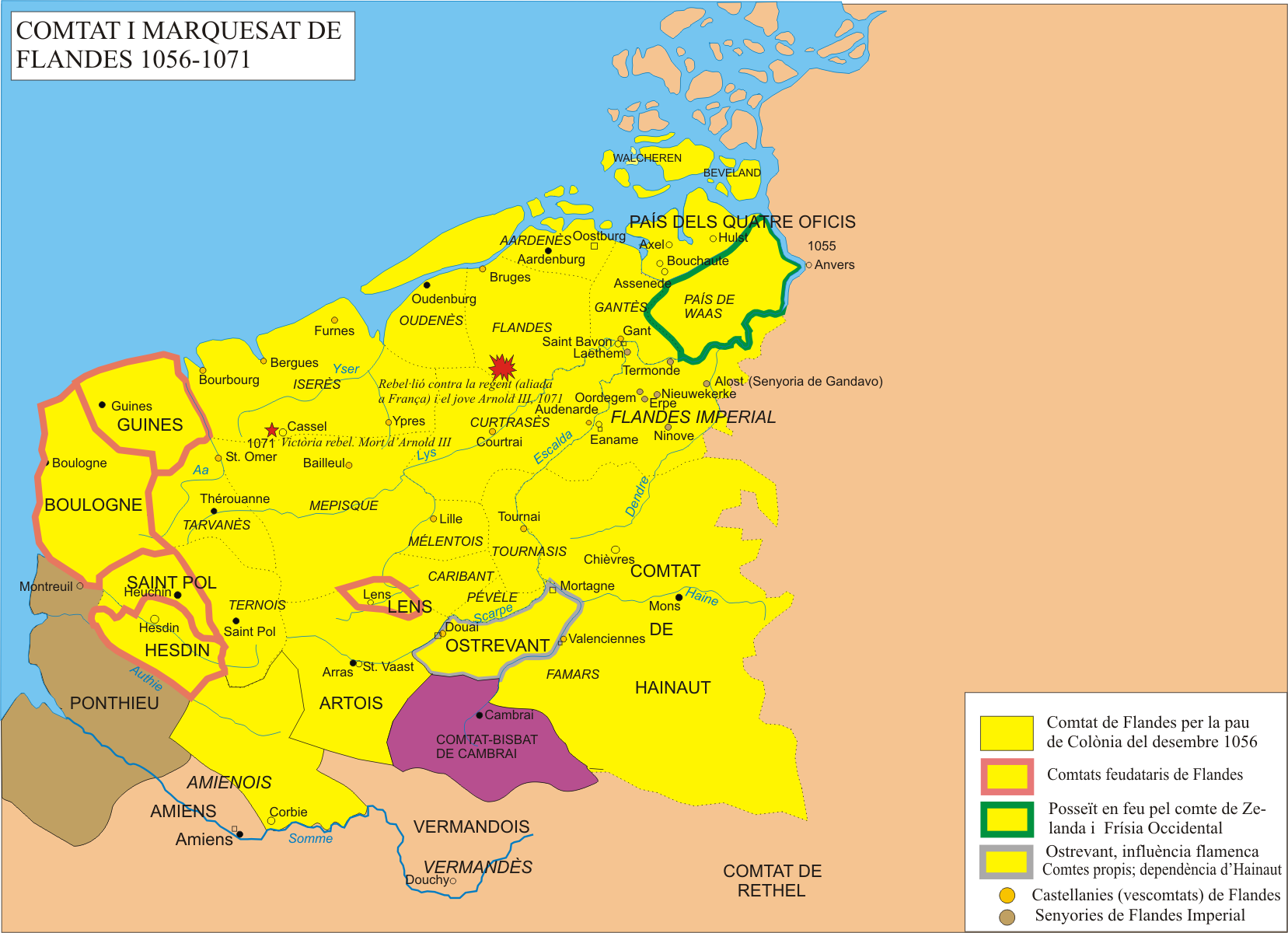
Marca de Flandes 1056-1071
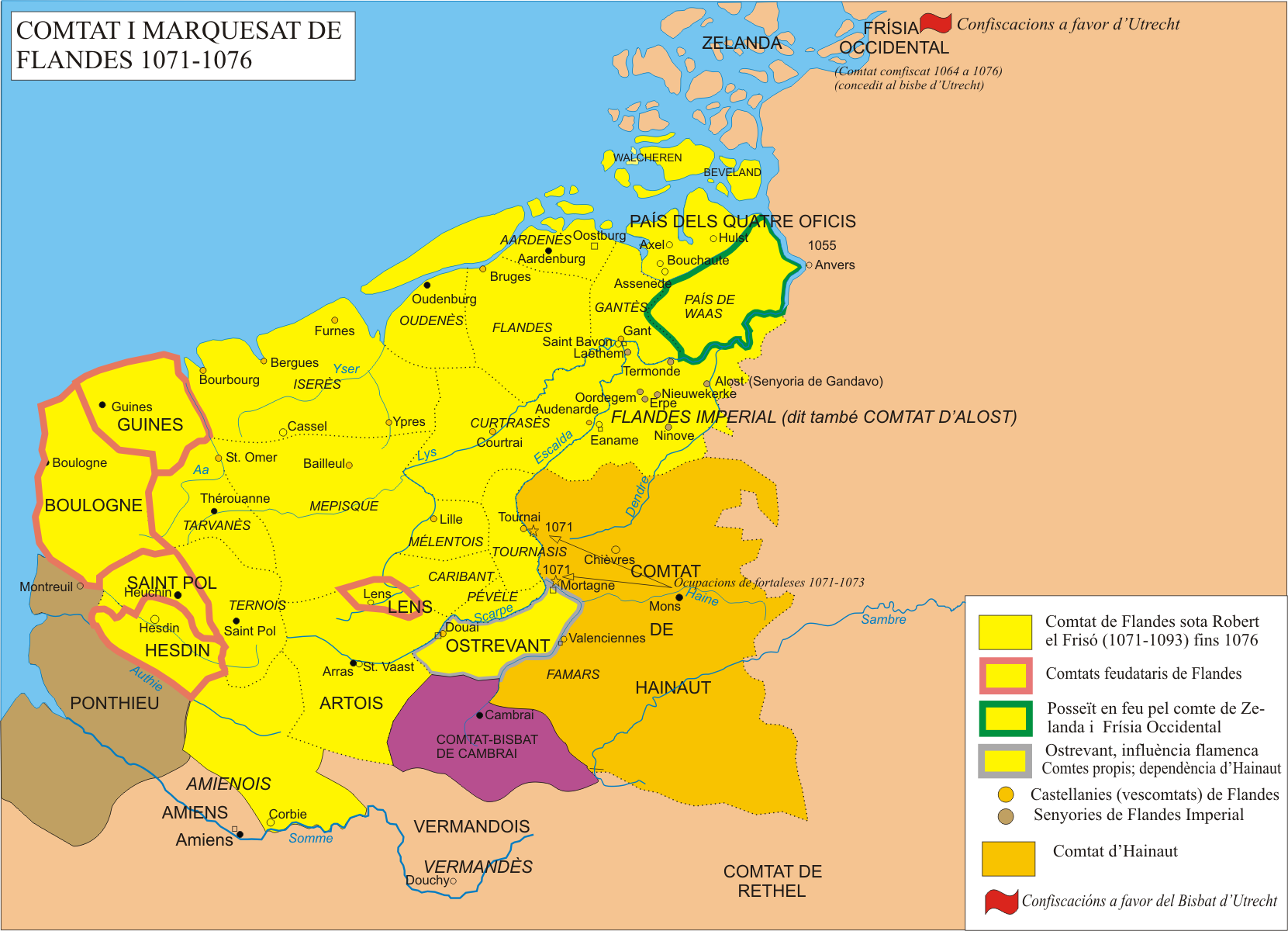
Marca de Flandes 1071-1076
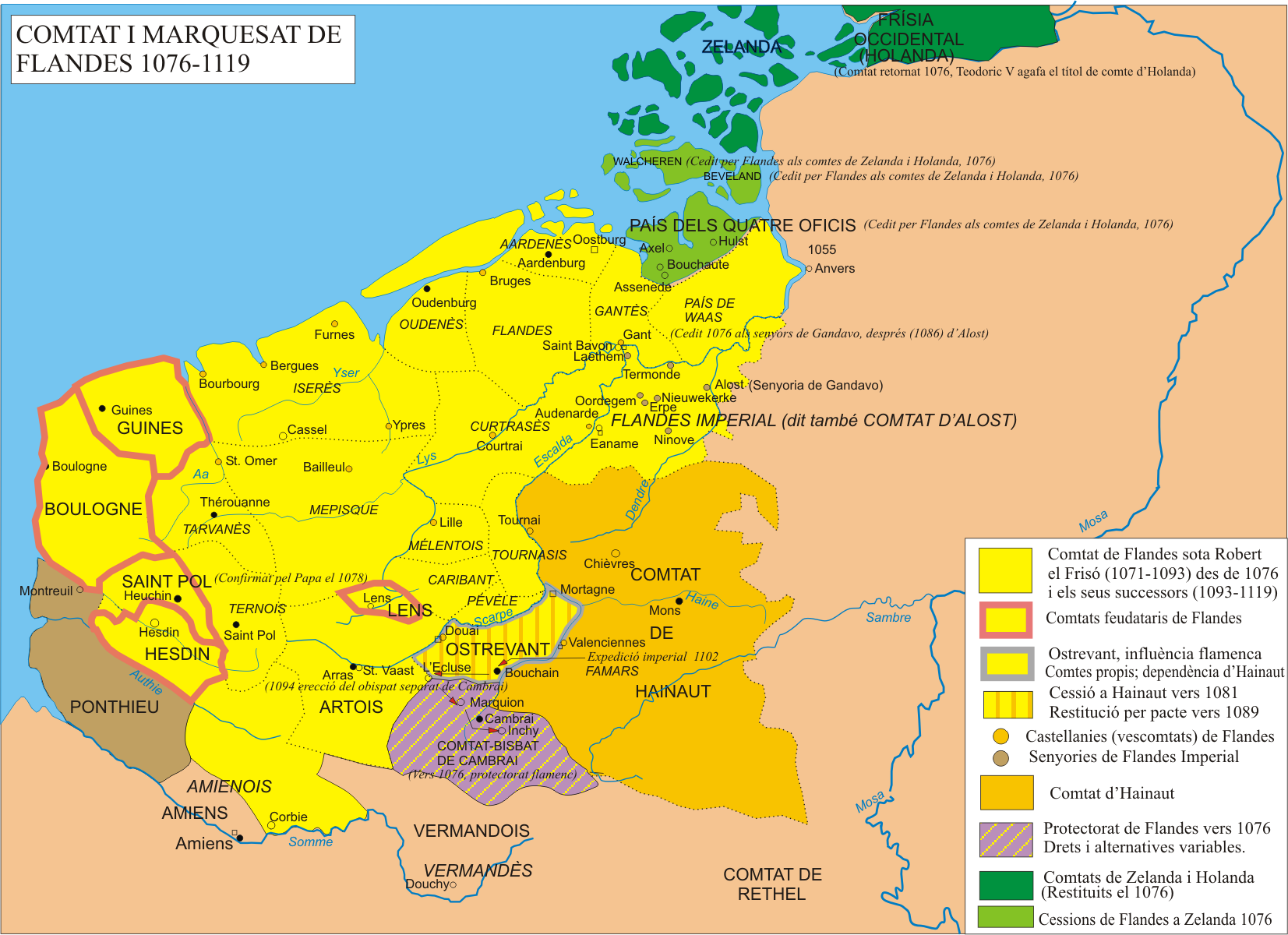
Marca de Flandes 1076-1119
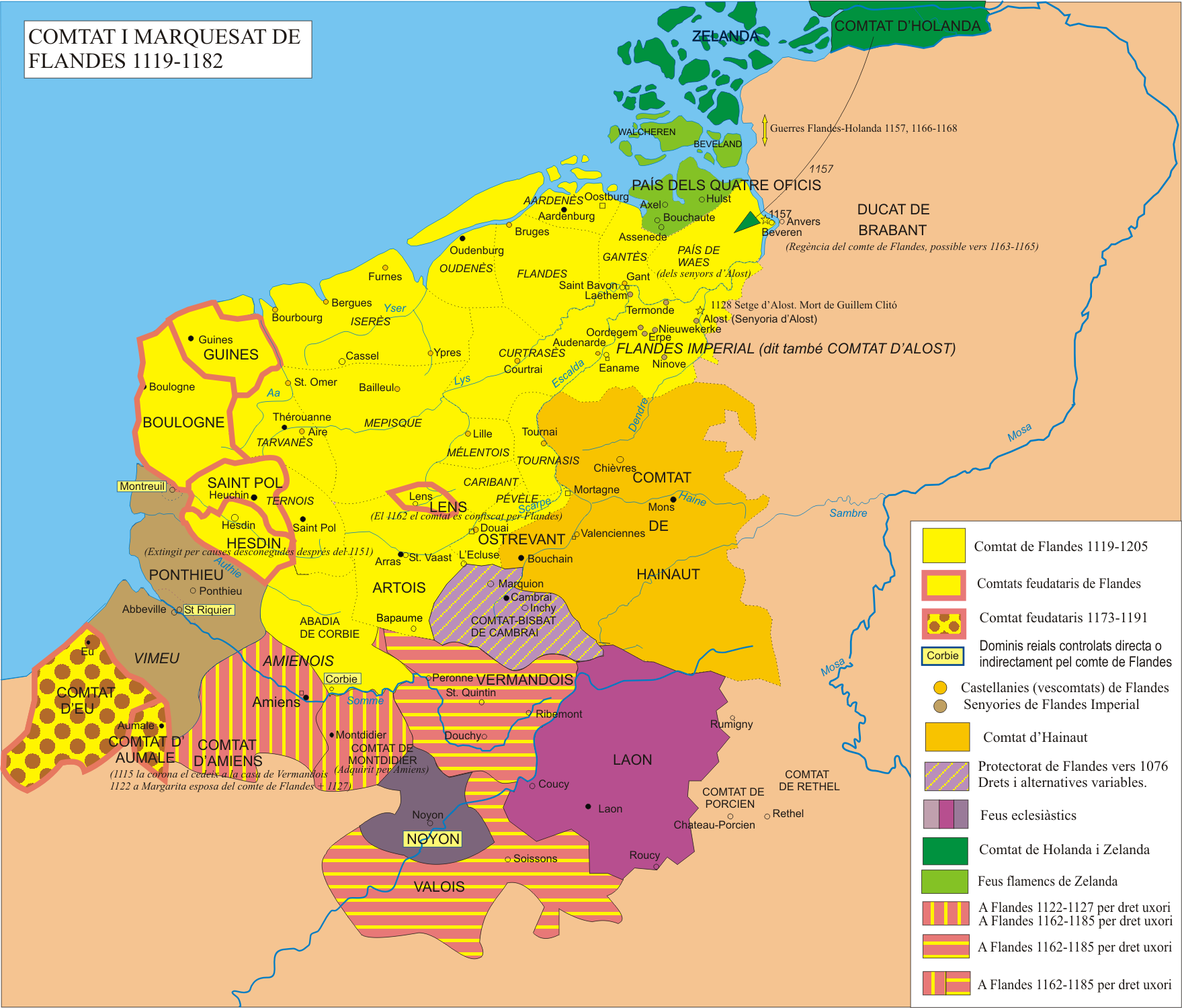
Flandes 1119-1182
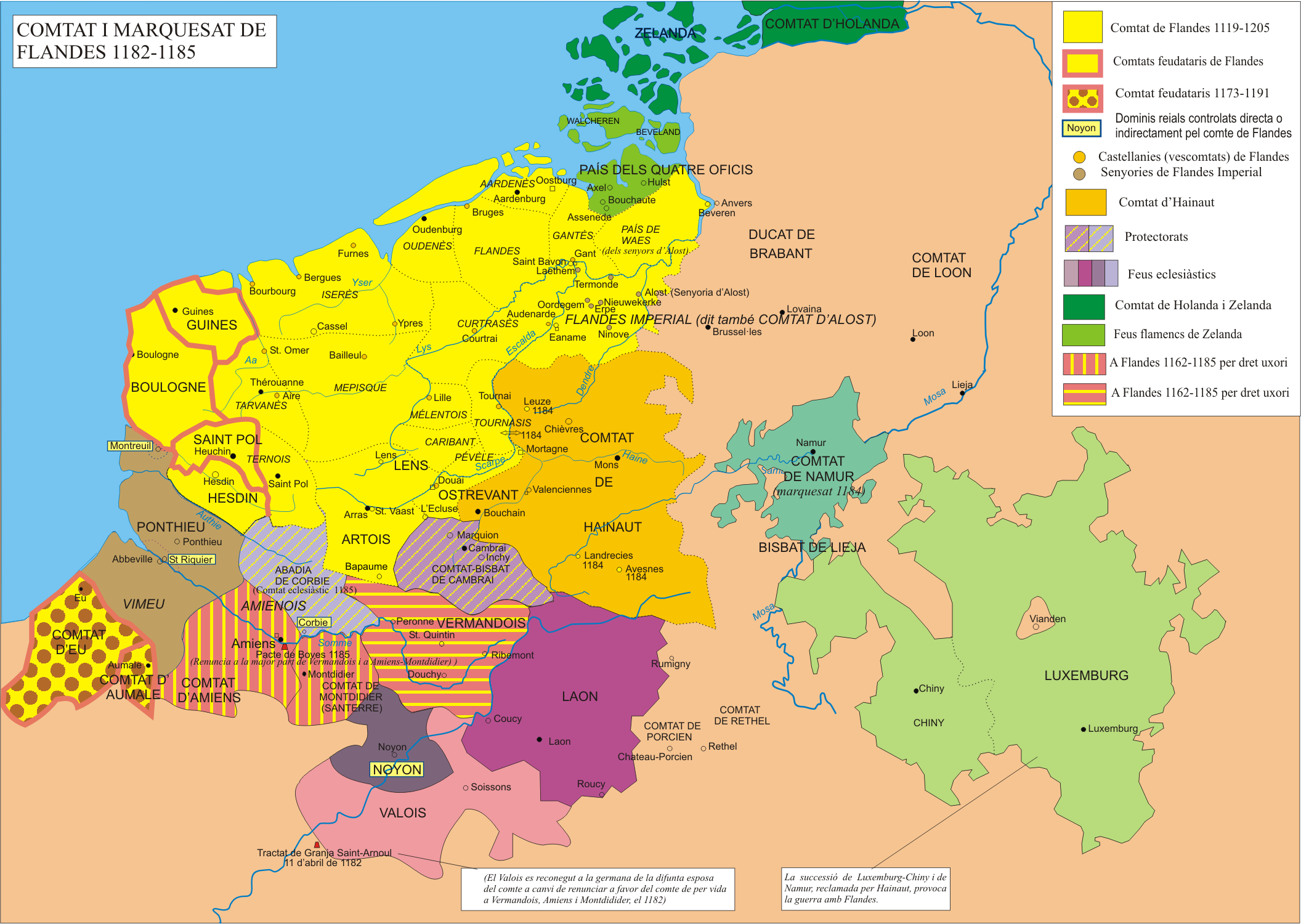
Flandes 1182-1185
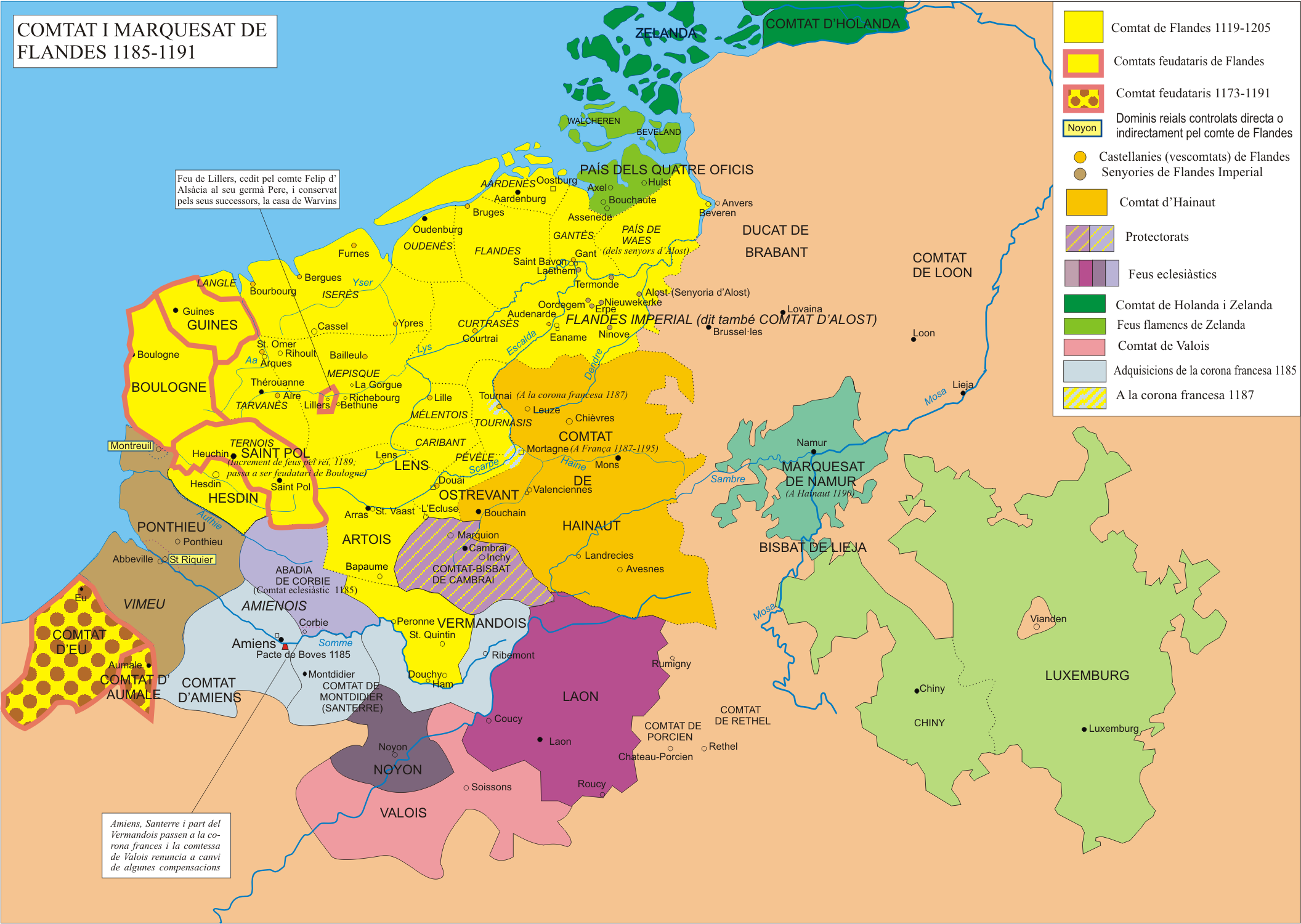
Flandes 1185-1191
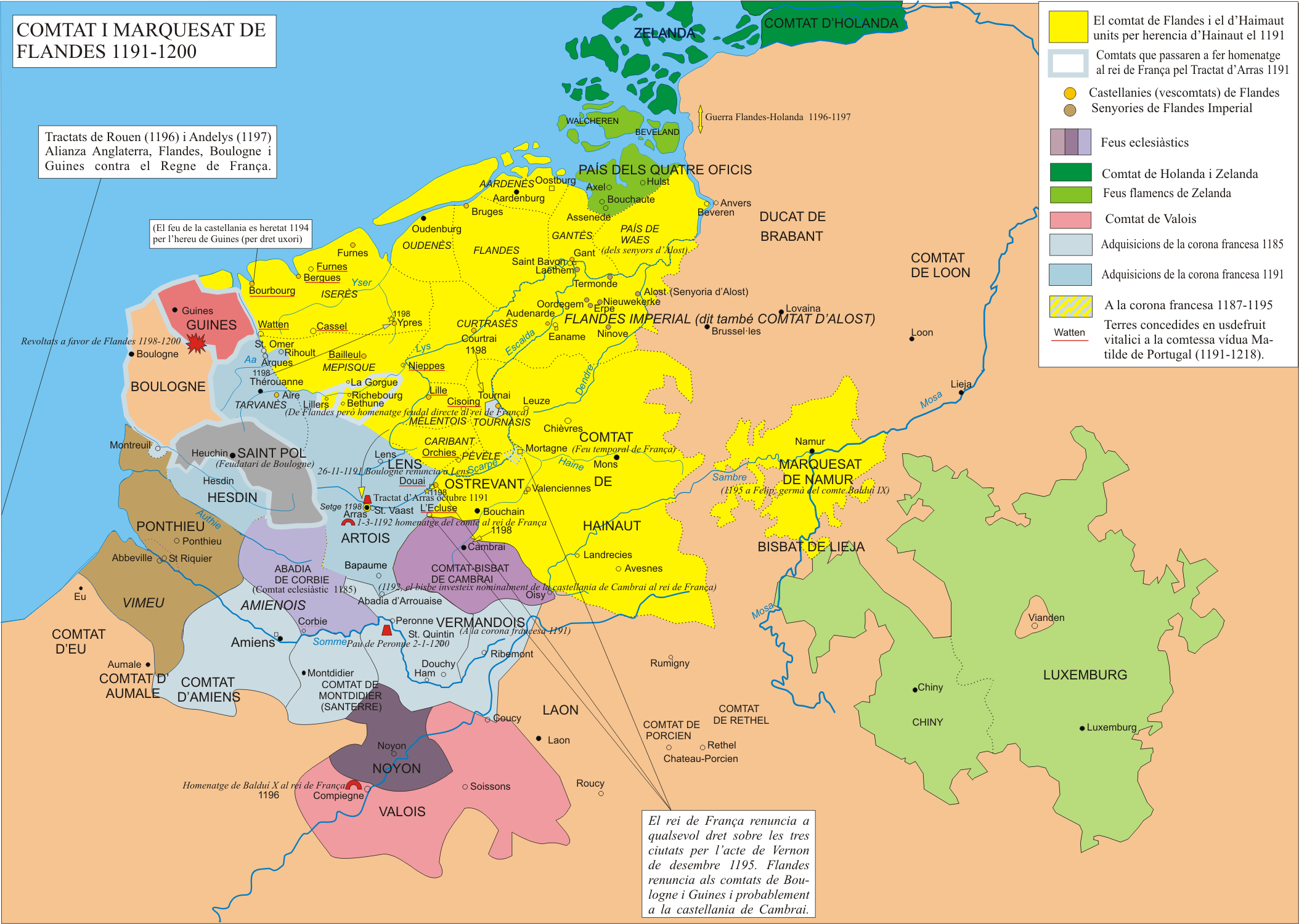
Flandes 1191-1200
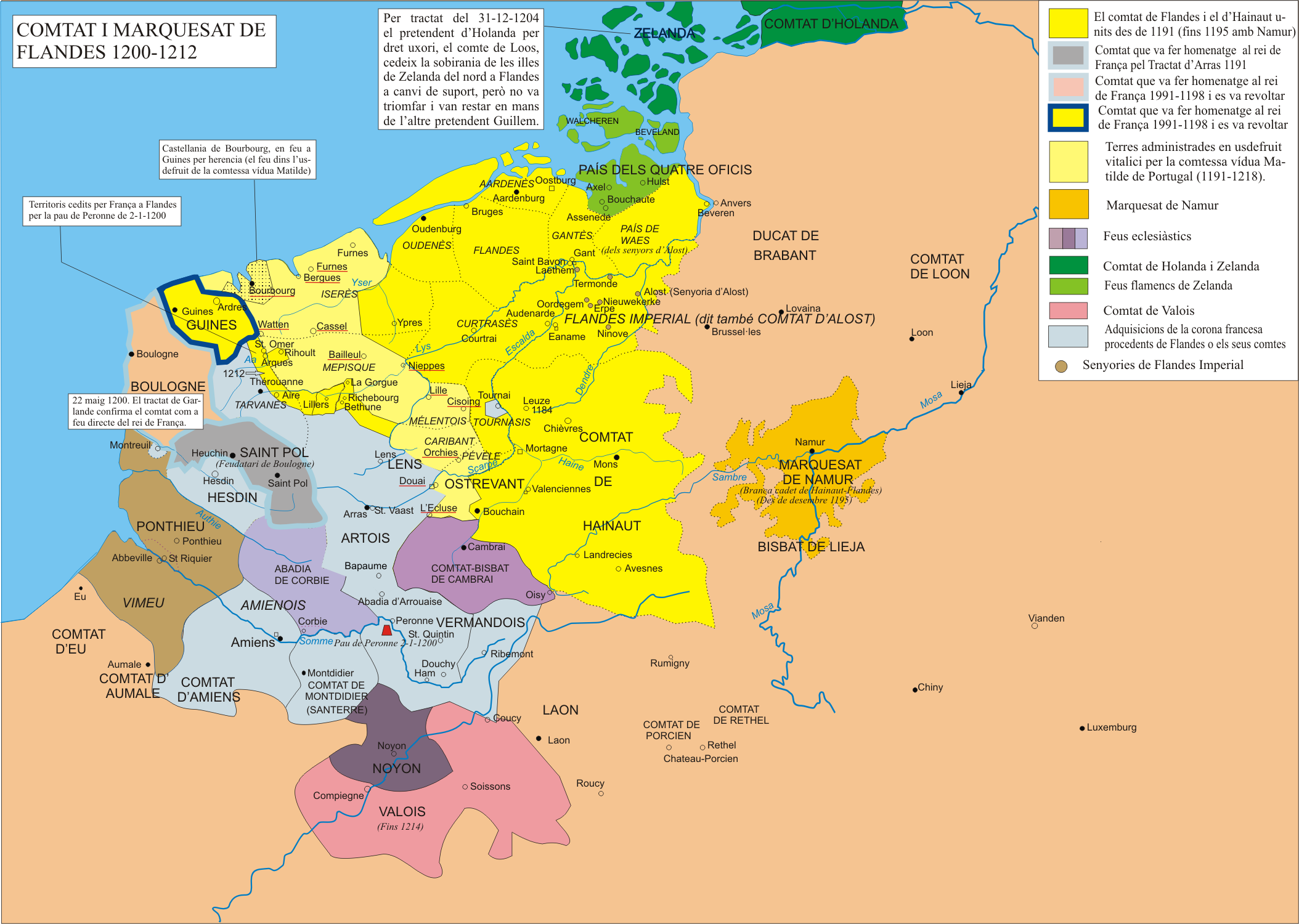
Flandes 1200-1212
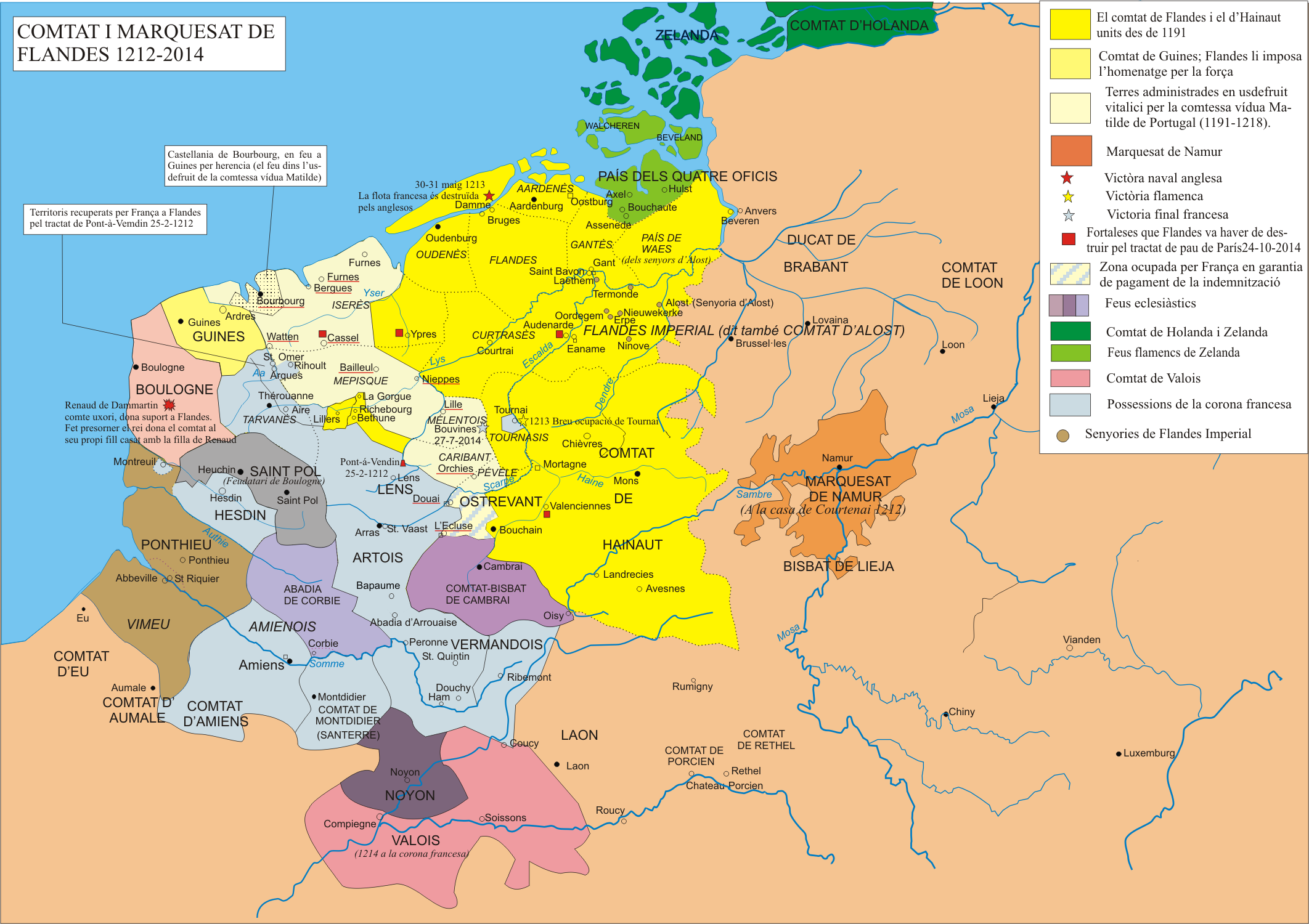
Flandes 1212-1214
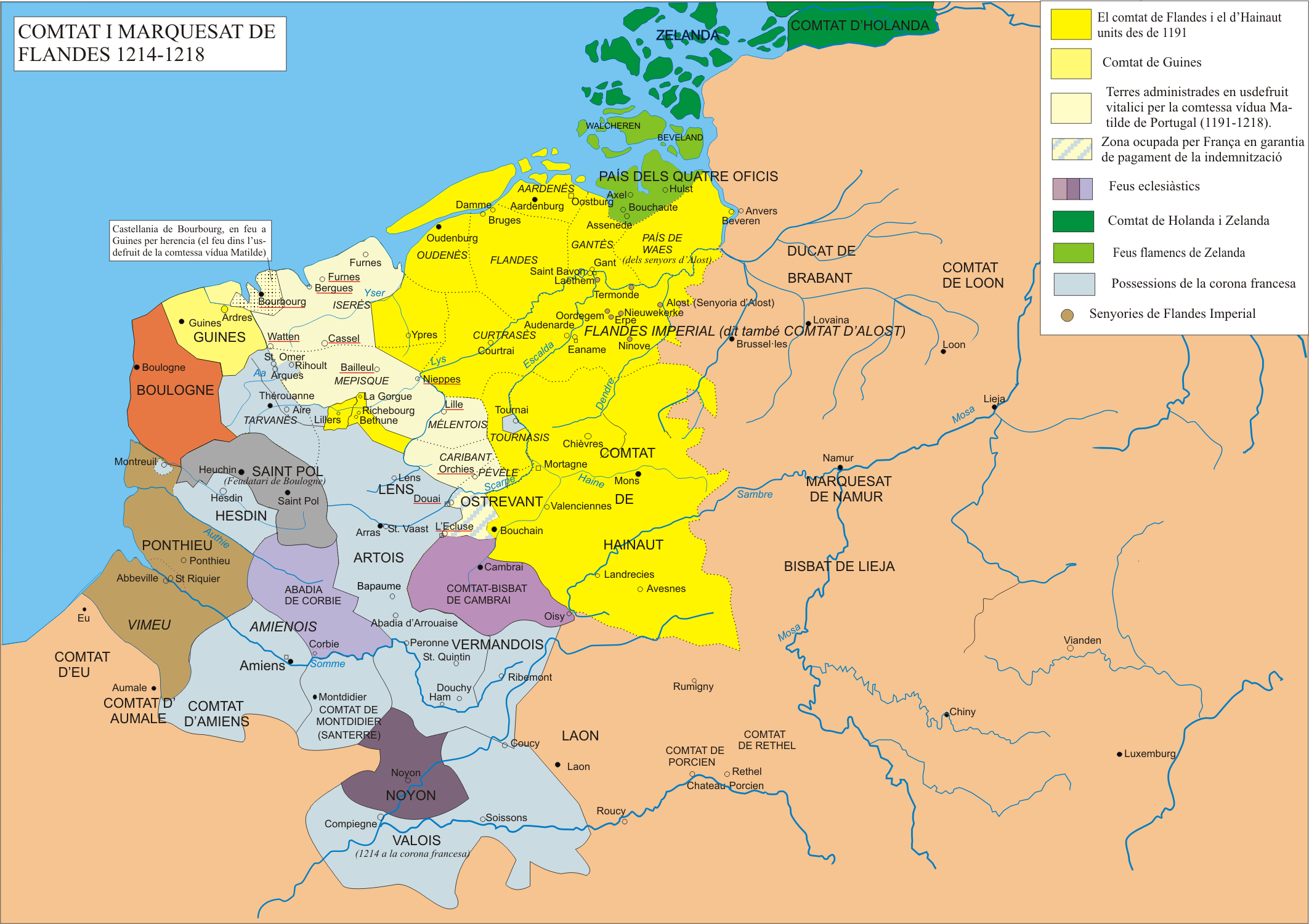
Flandes 1214-1218
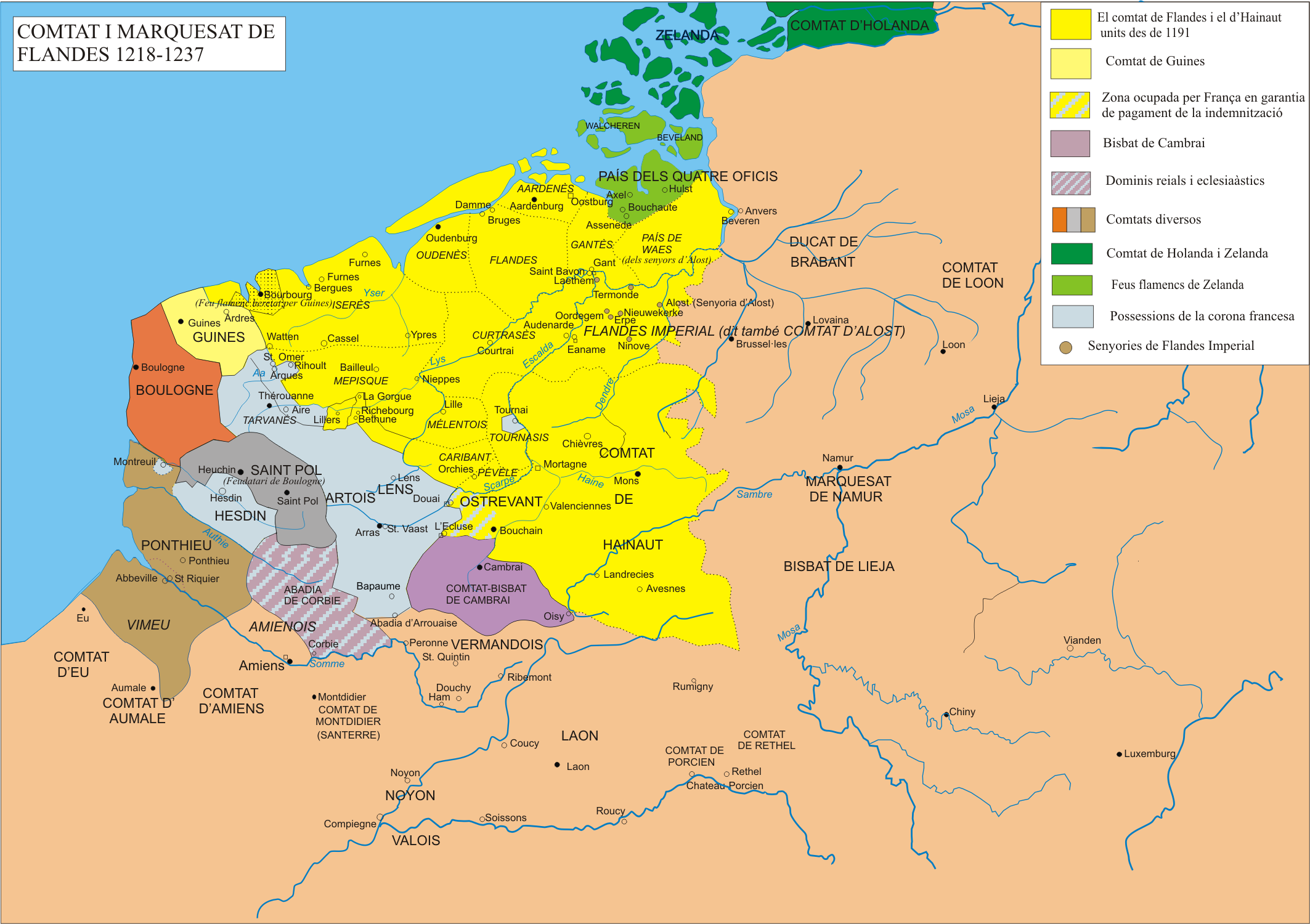
Flandes 1218-1237
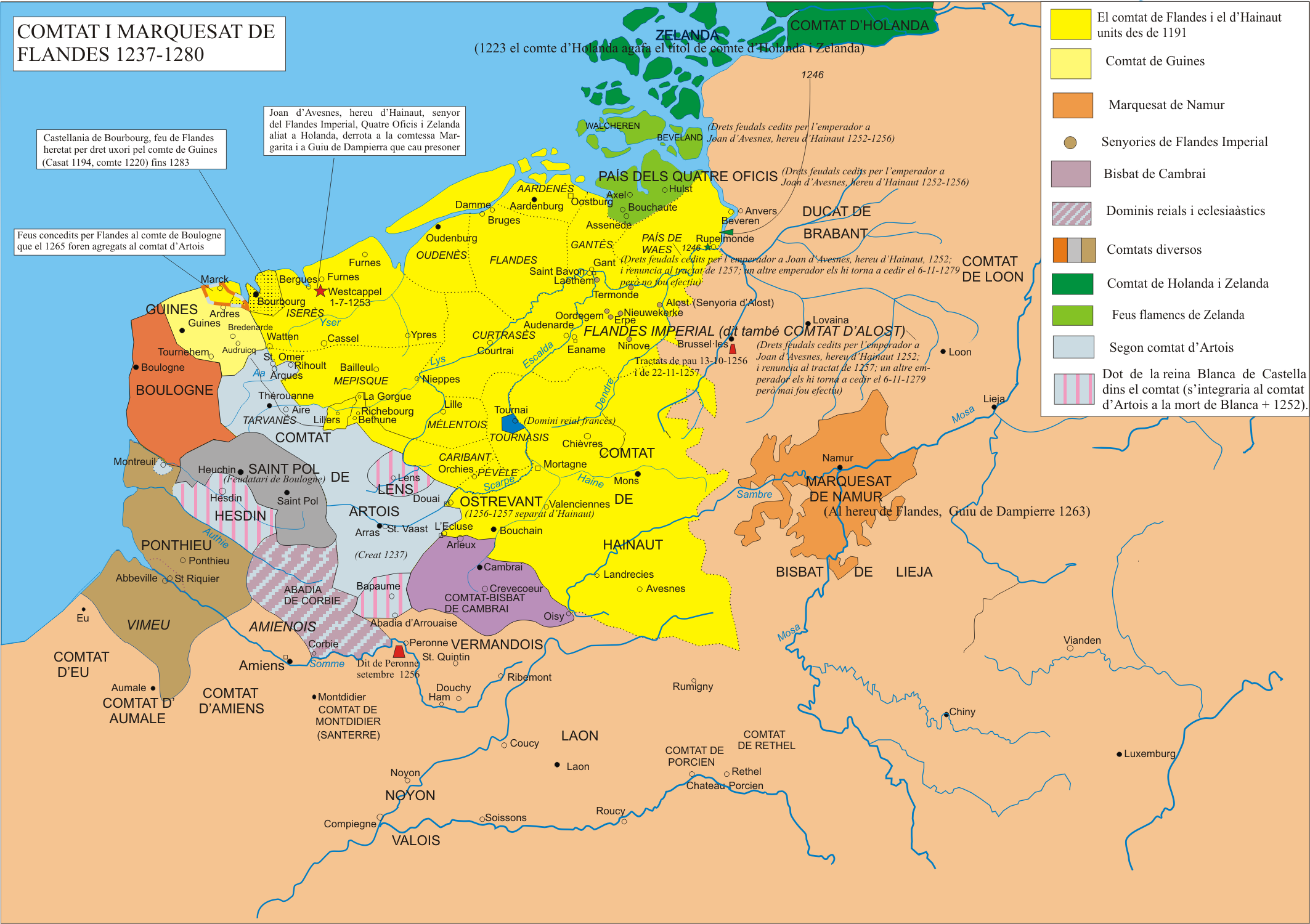
Flandes 1237-1280
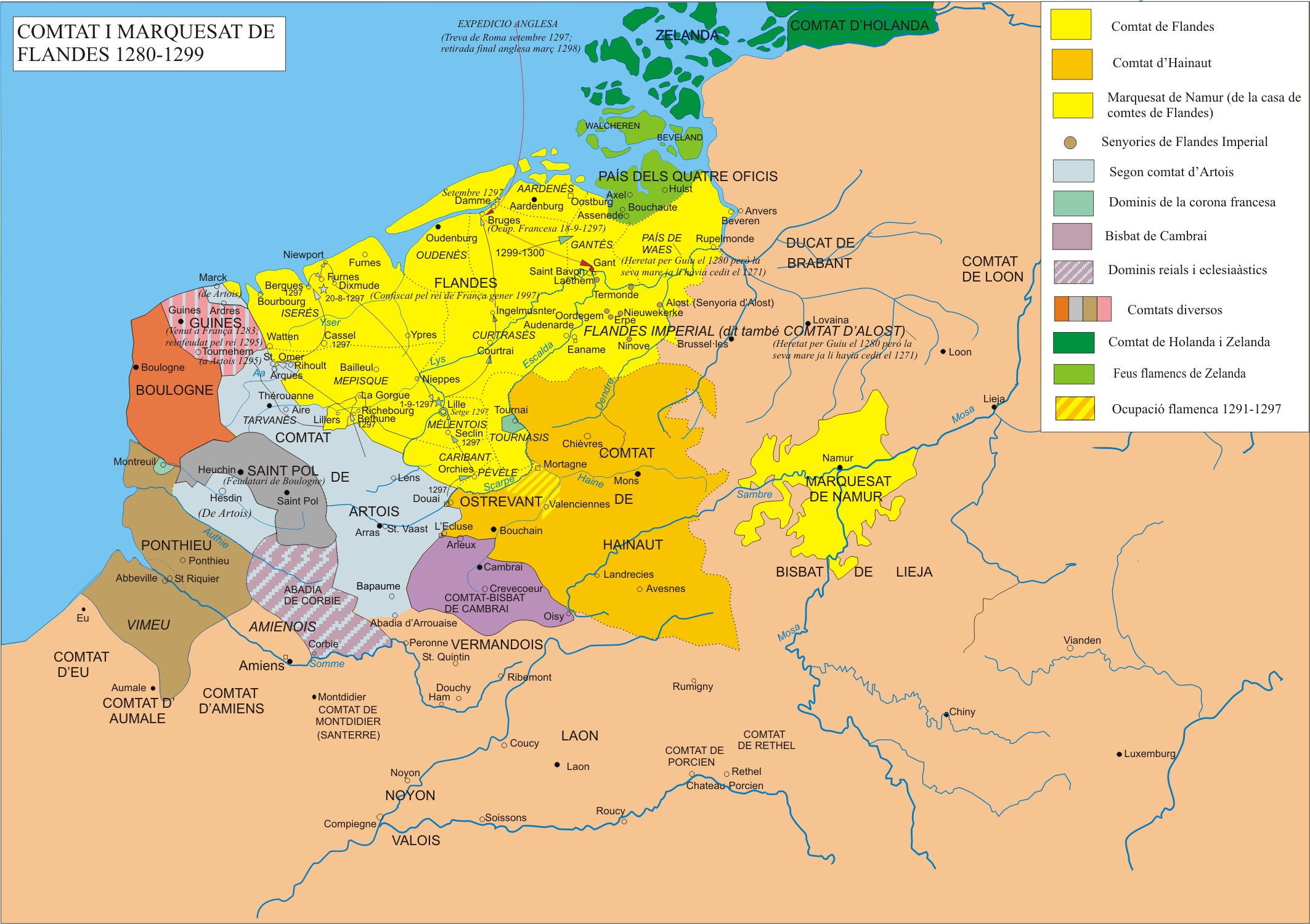
Flandes 1280-1299
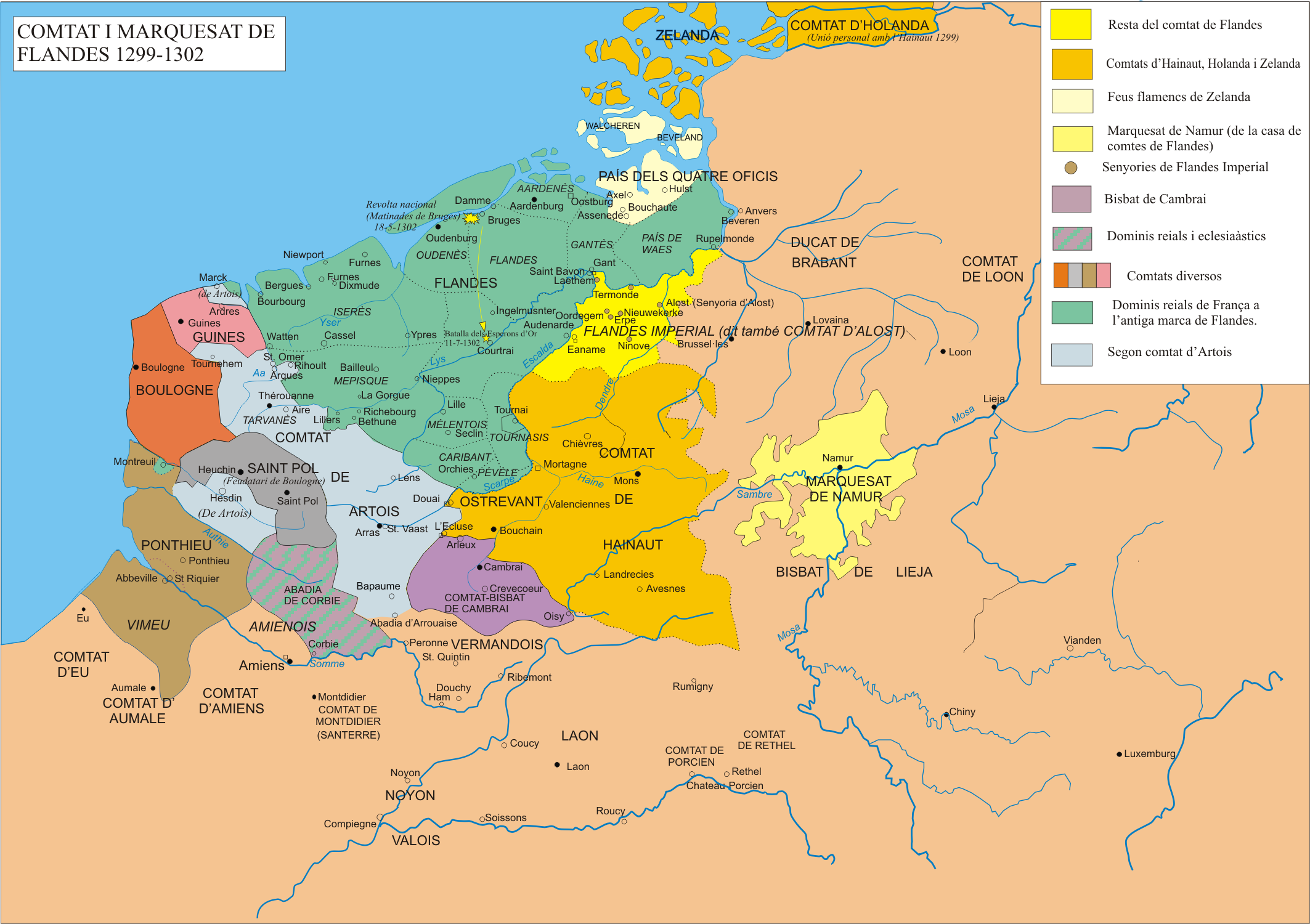
Flandes 1299-1302
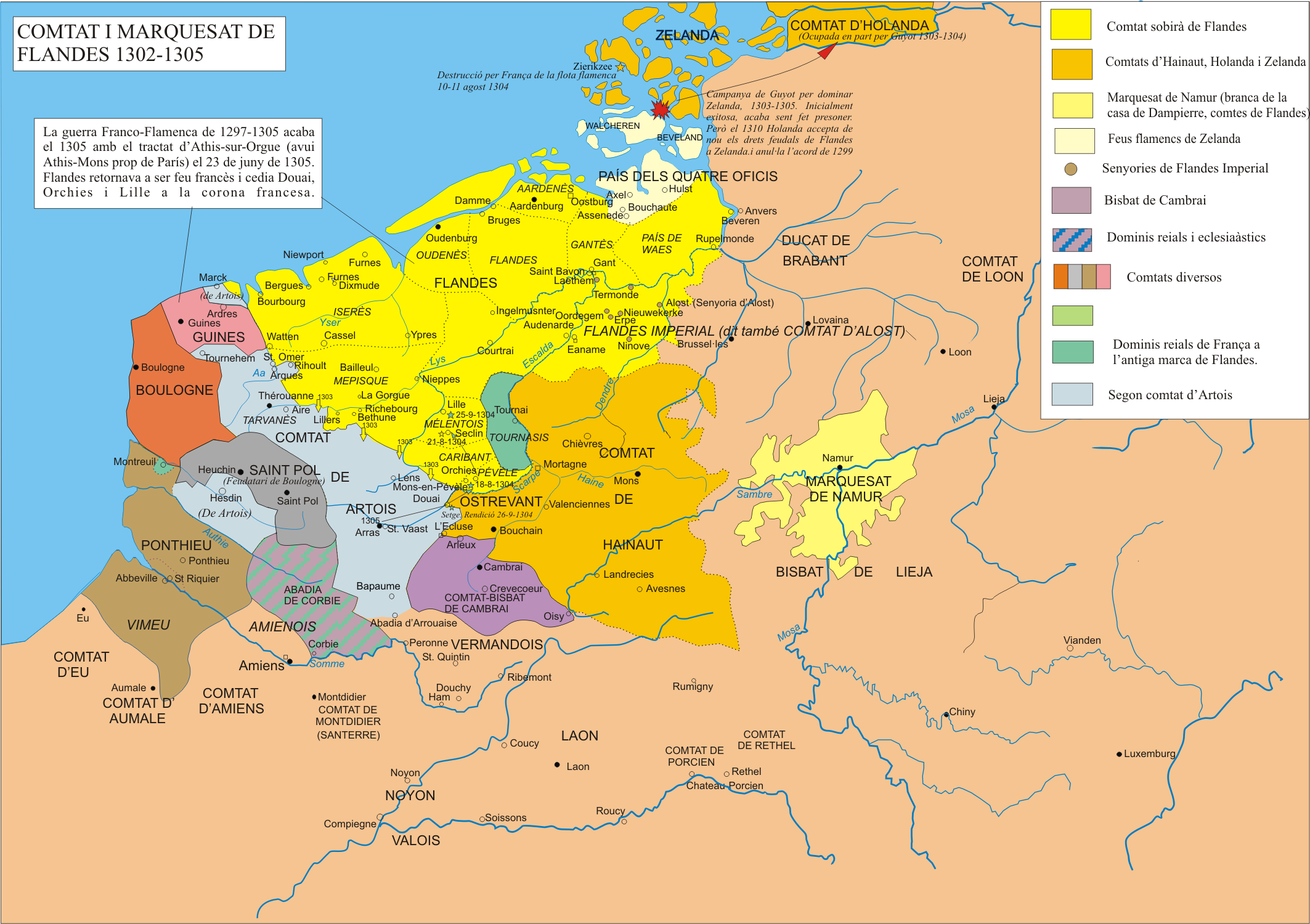
Flandes 1302-1305
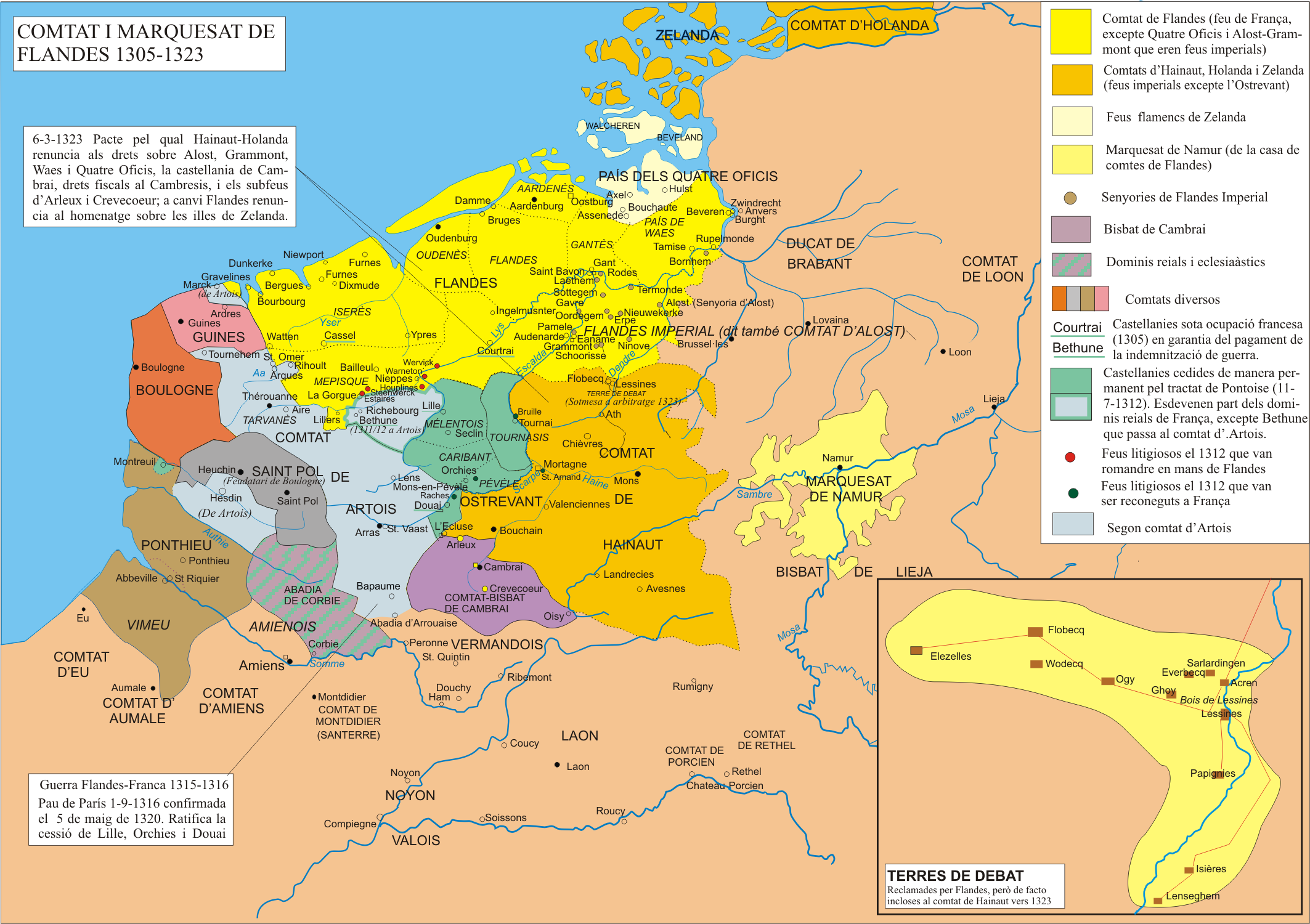
Flandes 1305-1323
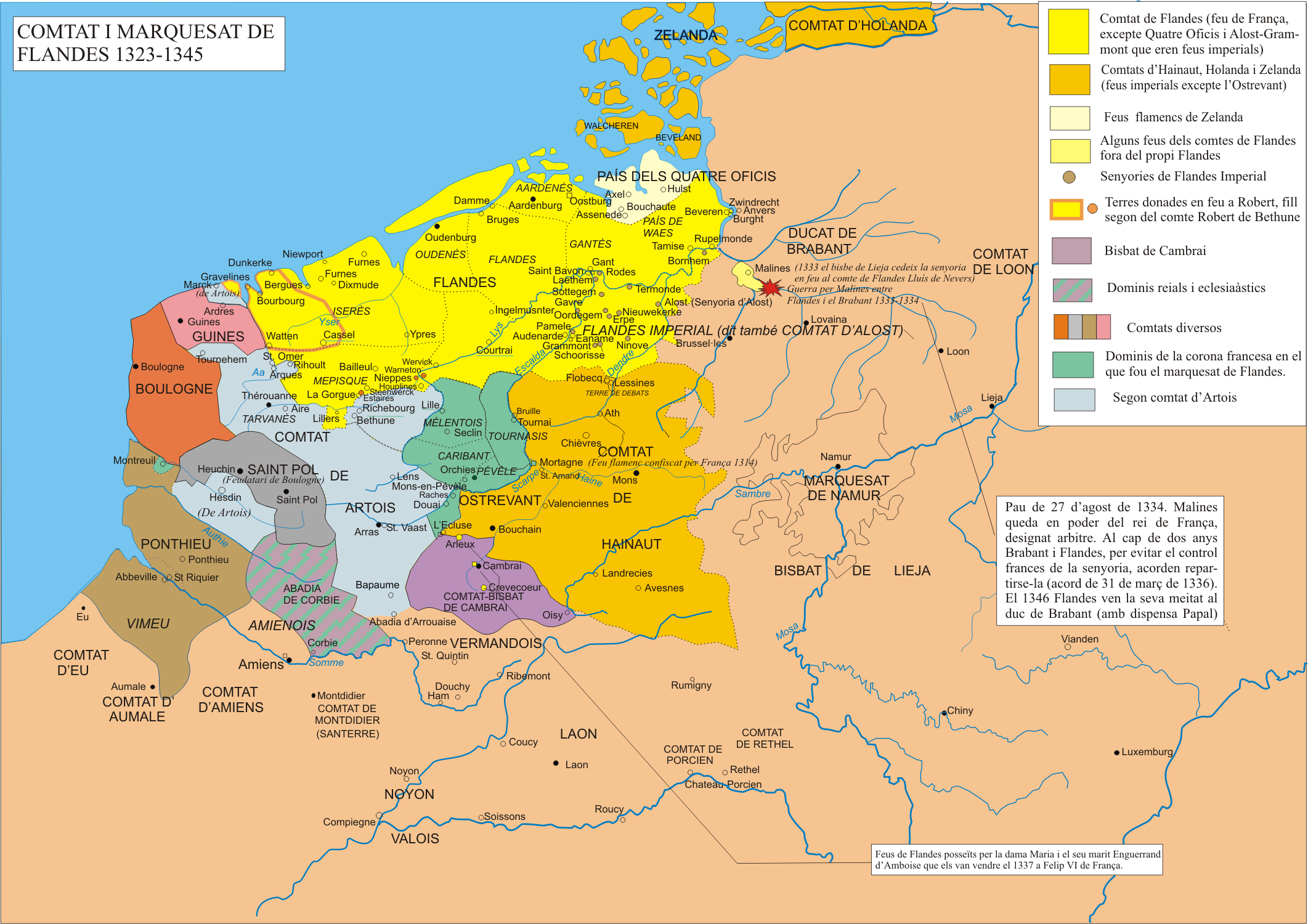
Flandes 1323-1345
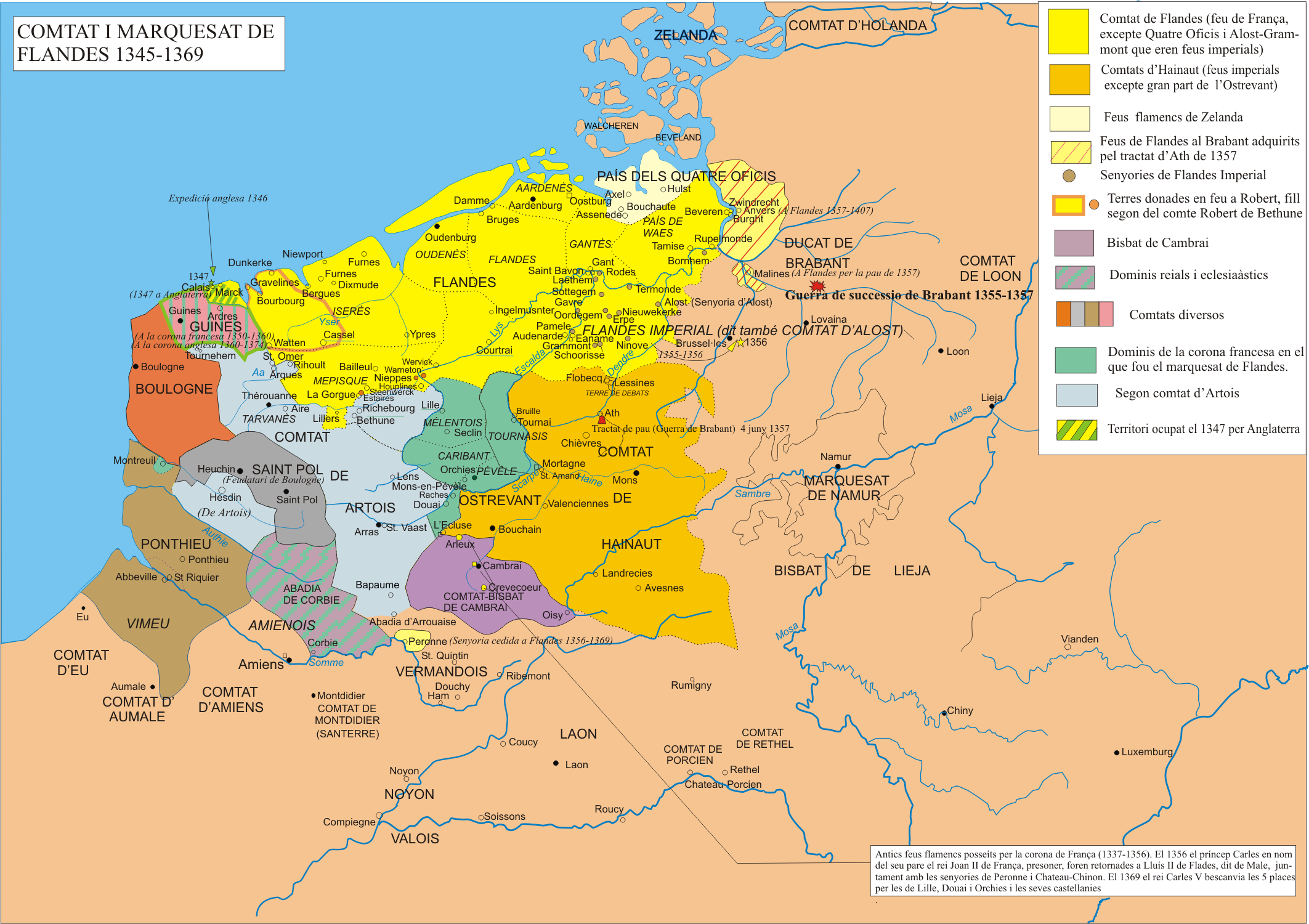
Flandes 1345-1369
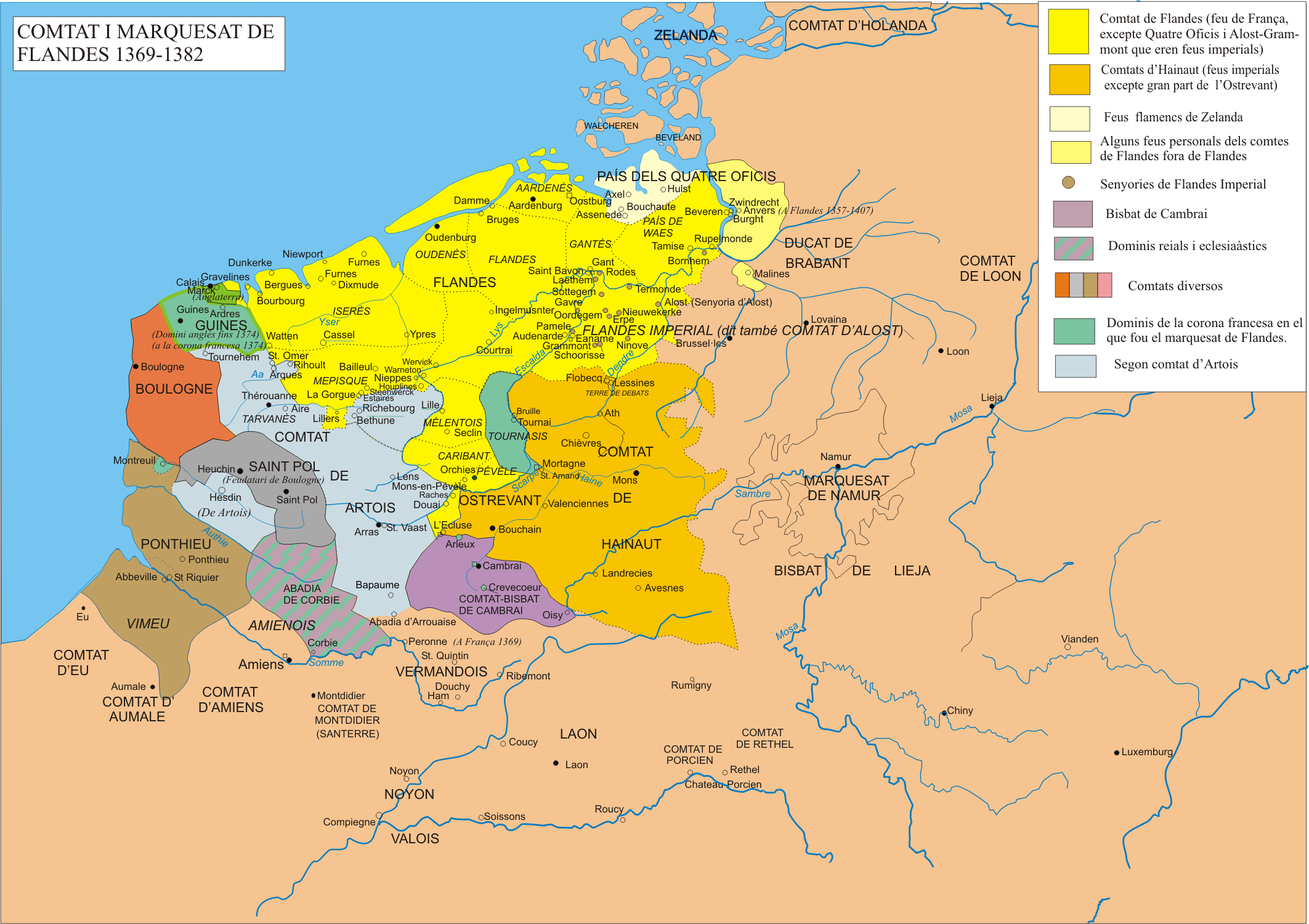
Flandes 1369-1382
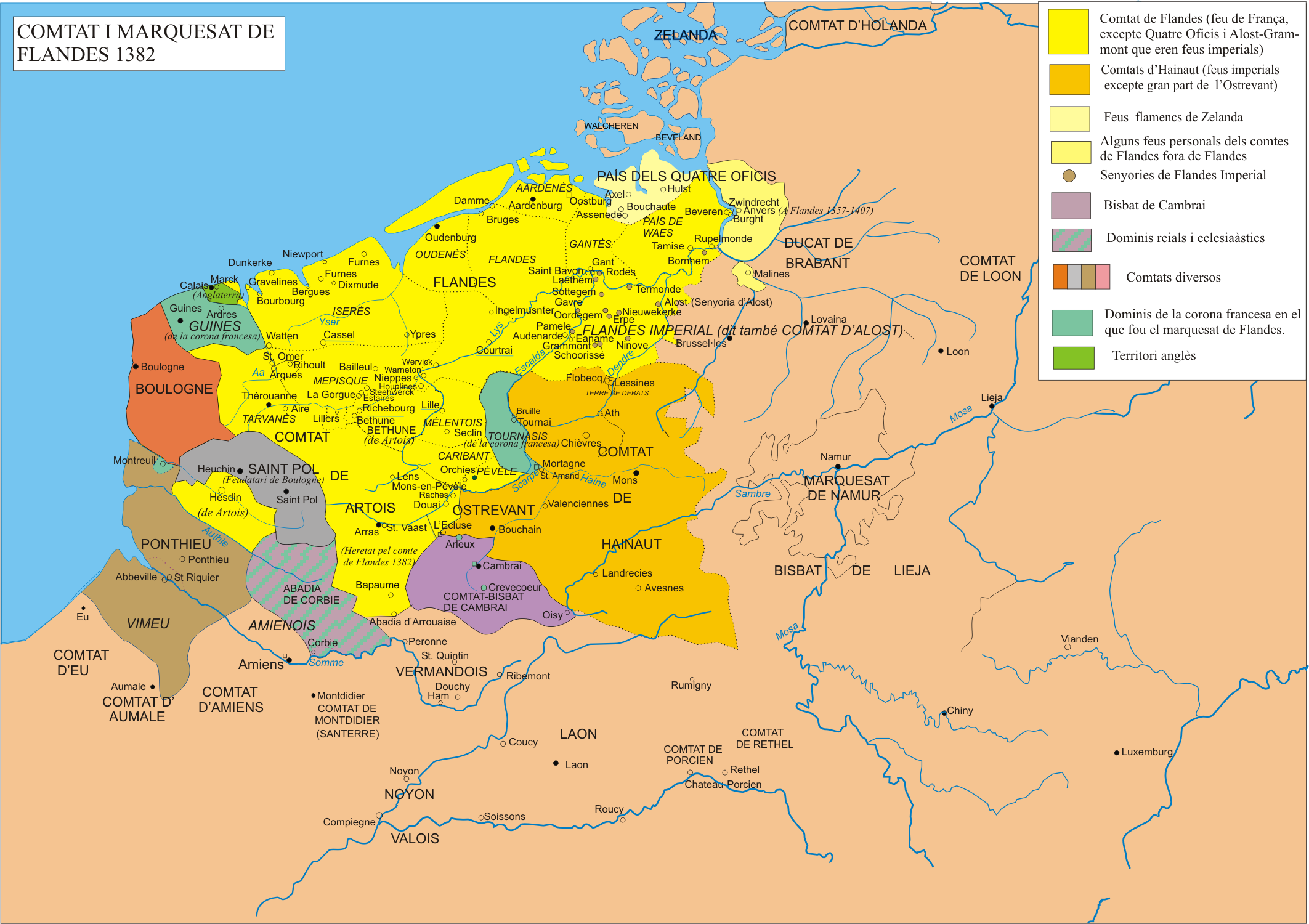
Flandes 1382